# Laura Pausini
Laura Pausini (Faenza, Emilia-Romaña, 16 de mayo de 1974), es una cantante italiana.
Comenzó su carrera con dieciocho años en 1993, ganando el Festival de San Remo, al que regresó el año siguiente, convirtiéndose en la cantante con mayores ventas de esa edición. Su poderosa voz y capacidad técnica la encumbraron rápidamente como la nueva promesa de la canción italiana. Enseguida saltó al mercado internacional en numerosos países de Europa y América, alcanzando niveles muy altos de popularidad, gracias a sus canciones grabadas en español, portugués, inglés, francés, alemán y catalán.
En treinta años de carrera, ha publicado veinte álbumes, casi todos ellos en italiano y español, y ha vendido más de 80 millones de discos. También ha ganado numerosos premios en todo el mundo, entre ellos, un Premio Grammy, cinco Premios Grammy Latinos (uno de ellos a persona del año), seis World Music Awards, veinte TIM Music Awards, cuatro Premios Lo Nuestro, cuatro Premios del Festival de Viña del Mar, dos Premios Billboard o un Premio Globo de Oro. Ha sido nombrada Comendadora del Orden al Mérito de la República Italiana y Embajadora Mundial de Emilia-Romaña.
Además de la música, Pausini ha trabajado en numerosos programas de televisión de Italia, Estados Unidos, España y México, como La Voz, X Factor o La Banda. El diario británico The Sun la ubicó en el puesto número 30 de las 50 cantantes inolvidables.

## Biografía
Laura Pausini nació el 16 de mayo de 1974 en Faenza, provincia de Ravena en la región de la Emilia-Romaña, aunque se crio en otra ciudad cercana llamada Solarolo.
Es hija del cantante y músico Fabrizio Pausini y de la maestra Gianna Ballardini, tiene una hermana llamada Silvia y dos sobrinos, hijos gemelos de ésta, llamados Matteo y Cecilia.
A Laura siempre le gustó cantar, y tras descubrir su talento en el coro de la iglesia, talento heredado de su padre, a quien el 16 de mayo de 1982 -el día que Laura cumplió ocho años- le pidió como regalo cantar junto a él, en el pianobar del conocido restaurante de Bolonia Napoleone. Luego, desde los 12 años, cantaba todos fines de semana porque Ezio Neri, el dueño del restaurante, se lo pidió. Hasta que se presentó en San Remo, con La Solitudine (La soledad), canción dedicada a Marco, su exnovio, que además de hacerla ganar el certamen, la llevó al estrellato internacional. 
Se diplomó en el Liceo Artístico de Faenza como maestra de cerámica y restauración a los dieciocho años, después de terminar la secundaria. Su sueño era seguir estudiando arquitectura, pero tras ganar San Remo, se dedicó exclusivamente a la música.
Laura Pausini dejó la casa de sus padres en 1995 al mudarse a Milán con su novio de la época, representante y productor Alfredo Cerruti, con quien terminó su tormentosa relación en 2002, tras una infidelidad por parte de él. Había dependido tanto de Alfredo durante los últimos 10 años de su vida, que no sabía hacer nada por ella misma a sus 28 años, por ello, tuvo que ir a pedir ayuda psicológica. «He tenido que ir al psicólogo, unos dos meses. Necesitaba que alguien me ayudara porque no era capaz de hacer nada sola. Pensaba que mi vida había acabado. Desde ese momento he perdido un poco de mi dulzura.» Entre 2002 y 2005 sostuvo una relación con el productor Gabriele Parisi. 
Los primeros 5 años de carrera, después de Sanremo, Laura viajaba siempre de la mano de su padre, fue la condición que le puso su madre si quería seguir su sueño de ser cantante. Lo cierto es que la que dio vida a Pausini, no le hacía mucha gracia que Laura se convirtiera en artista, ella quería que fuera farmacéutica: «No sé por qué. Siempre me decía que era una vida muy normal, un trabajo seguro, con un horario….» Pero Laura no se veía entre medicamentos y recetas, sino haciendo lo que más le gusta, cantar. Así que su madre impuso normas: Me dijo, «Si quieres ahora de verdad ser cantante profesionalmente hablando, entonces irás con tu padre porque eres demasiado pequeña para irte por Italia, Europa» Me decía: «No puedes viajar, no te doy permiso.»
Tal y como Pausini recuerda en su página de Facebook, febrero es su «mes de la suerte, un mes que siempre le ha dado tanto». Y es que, en 1993, en ese mismo mes, triunfó en el festival de San Remo (Italia), lo que le dio un gran impulso a su carrera. También en febrero de 2006 ganó un premio Grammy. Laura Pausini se describe como una mujer católica creyente, aunque se opone a algunas posiciones de la Iglesia católica, como en el caso del sexo prematrimonial, la homosexualidad y los métodos anticonceptivos.

## Vida personal
Paolo Carta, guitarrista y director musical, entró en la vida de Laura, tras ser contratado por Fabrizio, el padre de Laura, como guitarrista para la gira musical de 2005. Inicialmente entre ellos no saltó la chispa, pero según pasaban los meses de gira, se fueron enamorando mutuamente. En 2005 iniciaron su relación. A Pausini le costó comenzar una relación con Carta; «estaba fuera de mis convicciones. Tardé mucho en aceptar este amor, no quería que nuestra historia hiciera daño a sus niños», llegó a decir la cantante. 
Paolo le pidió matrimonio, por primera vez, en 2012, tras firmar el divorcio de su primer matrimonio. Pero Laura afirmó que "quedé embarazada a la semana. Y ahí elegimos esperar a que mi hija Paola fuese grande para darnos los anillos y que viera la ceremonia. Queremos que sea algo de cuento de hadas con ella". Pausini y Carta comenzaron a planear una boda para 2021, pero las restricciones del covid les hicieron postergar sus intenciones.
Finalmente, contrajeron matrimonio el 22 de marzo de 2023 en Roma, en una ceremonia oficiada por el alcalde de Solarolo, tras 18 años de noviazgo. Para la ceremonia, Laura escogió un vestido largo con cola en satén blanco con velo, guantes de plumetti, chaqueta a juego y zapatos de salón con pulsera al tobillo; Paolo clásico y sobrio con un traje negro y camiseta.
Pausini confesó que le costó mucho quedarse embarazada, lo que le frustraba mucho, pues su verdadero deseo en la vida era ser madre. «Mi trabajo es mi sueño, pero a veces lo culpo. Pensé en adoptar, pero era un proceso muy largo. Llegó un momento en el que casi enfermo solo de pensar en ello»,así en septiembre de 2012, tras más de 5 años intentándolo, cuando ya había decidido iniciar procesos de adopción, anunció en su red social que estaba embarazada de Paolo Carta.
El 8 de febrero de 2013 informó del nacimiento de su hija en el Hospital Maggiore de Bolonia desde su web, en la que colgó una foto de un vientre sobre el que está escrito el nombre de Paola y la fecha de nacimiento, enmarcado por unas manos en forma de corazón, probablemente de los papás. A la foto le acompañaba un texto en el que podía leerse: «Paolo y yo estamos muy felices de anunciar el nacimiento de nuestra pequeña. Paola, su nombre, es una combinación de nuestros nombres y el símbolo de nuestro amor». La intérprete había afirmado en repetidas ocasiones su deseo de ser madre. Paola Carta Pausini fue bautizada en la Iglesia católica el 15 de junio de 2013. También es la madrastra de Jader (1995) Jacopo (1996) y Joseph Carta Galli (2000), hijos de Paolo de su anterior matrimonio. Laura vive con Paolo y su hija, entre Roma y Castel Bolognese, un pueblo cercano a su Solarolo natal, en Italia.

## Carrera musical

### Década 1990

#### Inicios:I sogni di Laura

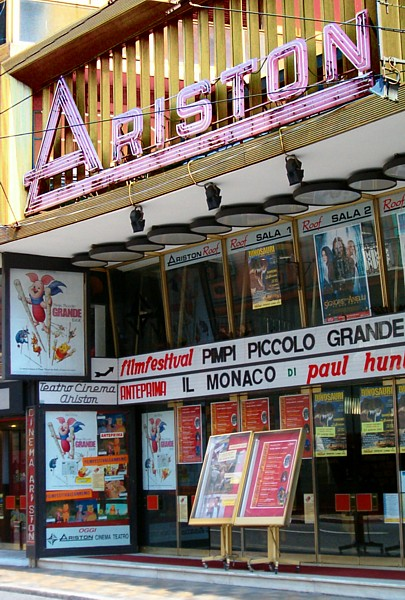
Pausini saltó a la fama en 1993 tras ganar el 43.º Festival de la Canción de San Remo, que se celebra anualmente en el Teatro Ariston de San Remo, Italia.

Laura Pausini comenzó a cantar desde pequeña en piano-bares (restaurantes que ofrecen un servicio mientras se disfruta de música de piano en directo), acompañada por su padre, el músico Fabrizio Pausini. A los 8 años ya pidió un micrófono en vez de una muñeca y compuso su primera canción «Lasciami dormire», a los trece años grabó su primer álbum, con la ayuda de su padre, llamado I sogni di Laura y a los 14 ya hizo su primera noche sola en un piano bar.
Laura contó que desde pequeña tuvo claro que quería cantar, pero no ser cantante. Su padre confiaba en su talento y su voz, por lo que le grabó en un casete y la inscribió con 17 años, a su espalda, en un concurso de talentos en la localidad de Castrocaro, pero quedó última tras cantar la canción New York, New York de Liza Minnelli, aunque fue la única concursante de la gala que hizo levantar al público para aplaudirle al terminar la canción. Un mánager, Marco Marati, se acabó fijando en ella tras la actuación y la llevó a inscribirse a Sanremo. «Terminaba de cantar y la gente de las productoras me decían 'no, gracias'. Pero en una de las últimas, me pararon a mitad de la canción y me dijeron de firmar un contrato» confesó. Su golpe de suerte llegó realmente en 1993, cuando ganó el Festival de la Canción de San Remo en la categoría nuevos talentos con el tema 'La solitudine' ('La soledad'). «Canté el viernes y el sábado era la persona más famosa de Italia. Muchísimos cantantes me felicitaron, como Eros Ramazzotti. Todo era muy raro», dijo.

#### 1993:La solitudine& Festival de San Remo
En febrero de 1993 se presentó en el Festival de la Canción de San Remo en la categoría de nuevos talentos y obtuvo el primer lugar con el tema «La solitudine». La canción obtuvo aprobación durante el evento por parte del público al ganar con 7464 votos contra 7209.
En ese mismo año lanzó su primer trabajo discográfico profesional llamado Laura Pausini, que incluye el sencillo «La solitudine» que se posicionó en los primeros lugares de las listas de éxitos en Europa. En Países Bajos se posicionó como número uno y obtuvo certificación de platino por más de 80 000 copias vendidas. «Non c'è», «Perché non torna più» y «Mi rubi l'anima» también fueron publicadas como sencillos. El álbum ganó reconocimiento en Italia, vendiendo más de 500 000 unidades. La Cámara Argentina de Productores de Fonogramas y Videogramas certificó el álbum como disco de oro por superar las 50 000 copias. La Associação Brasileira dos Produtores de Discos certifica el álbum disco de oro por superar las 150 000 copias. Laura Pausini vende más de 200 000 copias y certifica doble disco de platino de acuerdo a la Nederlandse Vereniging van Producenten en Importeurs van beeld- en geluidsdragers. En Francia, de acuerdo al Syndicat National de l'Édition Phonographique, el álbum fue certificado como disco de oro por superar las 150 000 copias. Y en Suiza certificó disco de oro por rebasar las 25 000 unidades. En Portugal la Associação Fonográfica Portuguesa certificó al álbum como disco de platino por más de 40 000 copias vendidas. Pausini recibió un IFPI Platinum Award por más de 1 000 000 de copias vendidas en Europa. A nivel mundial Laura Pausini vendió más de 3 000 000 de copias.
En 1994 participó nuevamente en el Festival de San Remo, pero esta vez en la categoría de Artista establecido, en la que quedó en tercer lugar con el tema «Strani amori». El sencillo «Strani amori» logró vender más de 200 000 copias en territorio italiano. En ese mismo año salió al mercado su segundo álbum llamado Laura, que fue certificado por la Cámara Argentina de Productores de Fonogramas y Videogramas como disco de platino por superar las 100 000 copias, En Brasil, la Associação Brasileira dos Produtores de Discos certificó el álbum como disco de oro por vender más de 100 000 copias. En Italia el álbum terminó en el sexto lugar de la lista anual y vendió más de 400 000 copias. En los Países Bajos el álbum fue certificado como disco de platino por rebasar las 100 000 copias. En Suiza el álbum fue certificado con doble disco de platino por parte de la Federación Internacional de la Industria Fonográfica región Suiza por superar las 100 000 copias. Y en Europa recibió un IFPI Platinum Award por rebasar el millón de unidades vendidas. Laura lleva vendido más de 4 000 000 de copias a nivel mundial.

#### 1994:Laura Pausini
El 22 de noviembre de 1994, Pausini lanzó su primer álbum en español llamado Laura Pausini, una compilación de sus dos trabajos musicales italianos anteriores, cantados íntegramente en español, lo que le abrió las puertas de la música en Hispanoamérica. Temas como: «La soledad», «Se fue» y «Amores extraños», se posicionaron en los mejores puestos de las listas musicales de las radios durante varias semanas consecutivas, alcanzando el número uno en varios países de Iberoamérica como México, Argentina, Brasil, Chile, Colombia, Perú, Paraguay, Uruguay, Venezuela, El Salvador, Ecuador, entre otros.
Este álbum fue producido por Angelo Vasiglio y Marco Maratti, y grabado en Italia y en el Reino Unido. El álbum recibió disco de diamante en España y se ha convertido en el álbum más vendido tanto por una mujer como de un cantante extranjero en ese país, además de ser el segundo álbum más vendido en la historia de España, solo por detrás de Más de Alejandro Sanz. La Cámara Argentina de Productores de Fonogramas y Videogramas certificó el álbum como disco de platino por superar las 200 000 copias, de acuerdo a la revista norteamericana Billboard, Laura Pausini vendió más de 500 000 copias en Brasil, y lo convierte en uno de los álbumes más vendidos en la historia en dicho país por un cantante extranjero.
El 27 de noviembre de 1995, su disquera Warner Music Group le otorgó una placa por el reconocimiento de más de 1 000 000 de copias vendidas en la región de América Latina por sus dos primeros álbumes en italiano: Laura Pausini, Laura y su álbum de debut en español Laura Pausini. En Chile el álbum certificó disco de platino, por vender más de 100 000 copias vendidas, la Asociación Colombiana de Productores de Fonogramas certificó el álbum con doble disco de platino por más de 200 000 copias vendidas, en México Laura Pausini en sus primeros meses de estar a la venta, su discográfica, Warner Music México, certifica el álbum como cuádruple disco de oro por la venta de 400 000 copias. En noviembre de 1995, el álbum había rebasado el medio millón de unidades vendidas en México. Laura Pausini también fue certificado con discos de platino en Bolivia, Ecuador, El Salvador, Estados Unidos, Honduras, Nicaragua, Panamá, Paraguay, Perú, Puerto Rico, Uruguay y Venezuela. Gracias a estos resultados, Billboard posiciona a Pausini en el segundo lugar de artista femenina revelación 1994, detrás de Mariah Carey. En octubre de 1996, la revista Billboard, confirma que Laura Pausini había logrado vender más de 1 700 000 copias en América Latina. Este es el segundo álbum más exitoso en la carrera de Pausini, con ventas que superan los 8 000 000 de copias. Laura Pausini ganó un premio Lo Nuestro en Estados Unidos, en la categoría de mejor artista revelación en lengua española.

#### 1996:Las cosas que vives

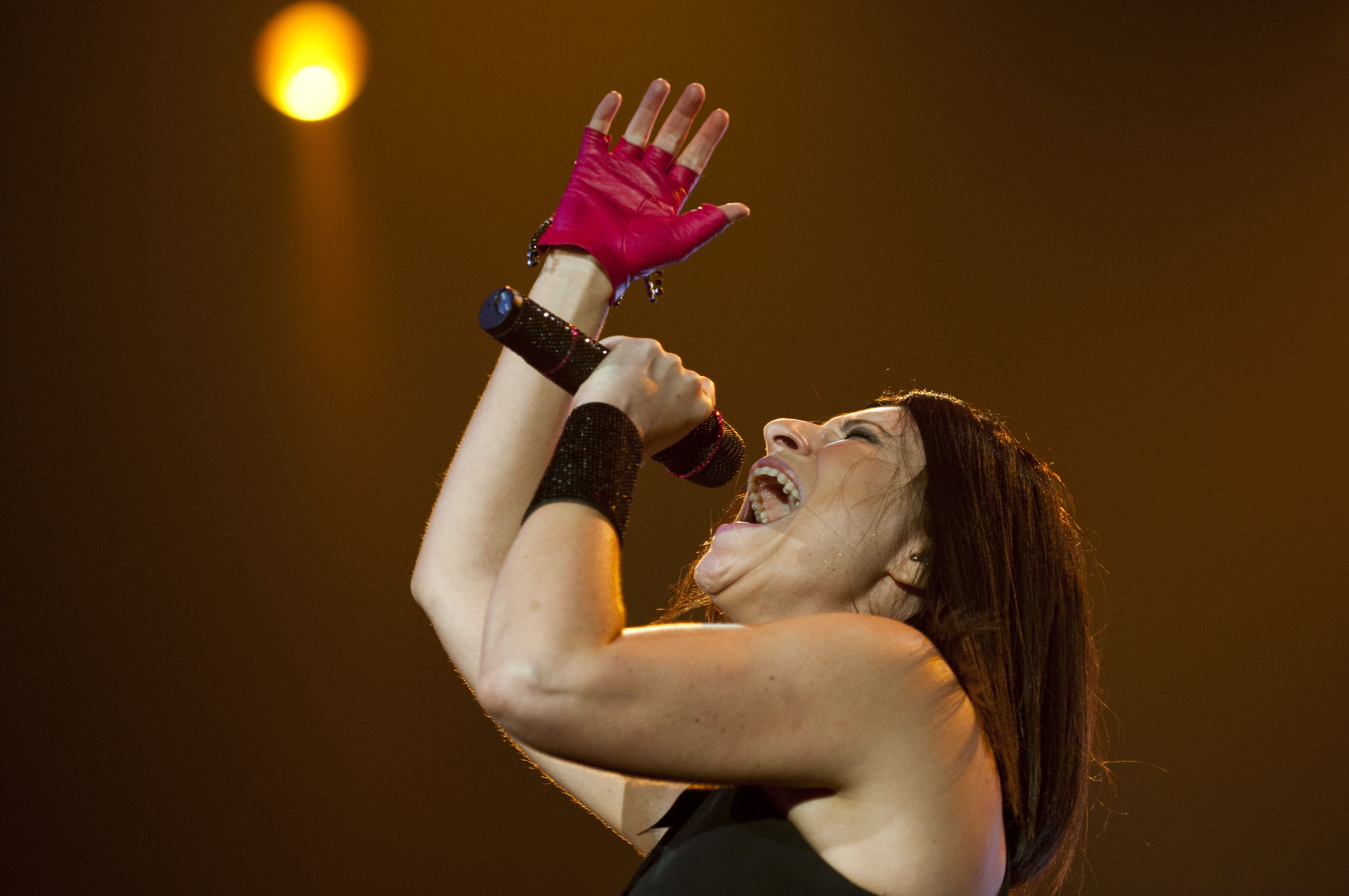
Laura Pausini.

A finales del año 1996 se publicó en más de treinta países su tercer álbum Le cose che vivi / Las cosas que vives. Para este disco Pausini decidió cambiar su equipo de trabajo alegando que sus antiguos productores solo veían en ella «una mina de oro». Este disco, producido por Alfredo Cerruti y Dado Parisini, fue grabado en Italia, Reino Unido y Estados Unidos. La cantante siguió la línea musical de su primer álbum, incluyendo esta vez una canción de su autoría llamada «Il mondo che vorrei / El mundo que soñé», a favor del Fondo de Naciones Unidas para la Infancia.
La grabación del álbum contó también con el respaldo de la Orquesta Sinfónica de Londres. Tanto en Brasil y España, el álbum logra vender más de 500 000 copias. En su Italia natal, vende más de 400 000 copias, También logra certificar disco de oro en Bélgica, Colombia, México, Países Bajos, y Suecia; discos de platino en Argentina, Portugal, Suiza, Venezuela, y recibe un IFPI Platinum Award por exceder el 1 000 000 de copias vendidas en Europa.
Las ventas de este álbum exceden las 10 000 000 de copias a nivel mundial y es el álbum más vendido de su discografía.
Desde 1996 se ha comprometido a la protección de los niños como defensora de sus derechos en Unicef. Por ello, grabó «Il mondo che vorrei» («El mundo que soñé»). Esta canción fue escrita por Pausini, y el dinero de la canción fue donado a Unicef.
Pausini se dedicó a promocionar este disco durante todo ese año iniciando su primera gira mundial. En 1997 participó en el XXXVIII Festival Internacional de la Canción de Viña del Mar en Chile, país donde dio un vuelco a su carrera convirtiéndola en la figura del pop latino, en Iberoamérica y parte del continente europeo, de esta forma en marzo del mismo año inició con gran éxito su gira promocional mundial, que la llevó a recorrer Europa, América Latina y los Estados Unidos.

#### 1998:Mi respuesta
En octubre de 1998 salió a la venta La mia risposta / Mi respuesta, considerado por algunos críticos como el más maduro hasta esa fecha, y de los más complejos, ya que se utilizaron hasta once estudios para su grabación y remasterización, entre Londres, Milán, Los Ángeles y Nueva York. La mayoría de los temas pertenece a la intérprete. Entre las canciones se incluyó una escrita por Phil Collins, llamada «Looking for an Angel». La colaboración entre Collins y Pausini nació a partir de una actuación televisiva en el programa Night Express. Collins dijo que compuso esta canción para Laura Pausini, al admirar su talento. En 1999, la cantante prestó su voz para colaborar en la banda sonora de la película Message in a Bottle cantando el tema «One More Time».
Este disco, aunque fue exitoso, no logró superar las cifras de ventas de su anterior trabajo. Se vendieron alrededor de 250 000 copias en España y 300 000 copias en Italia y llegó al octavo lugar en su segunda semana de publicación. Sin embargo, los temas «Un'emergenza d'amore / Emergencia de amor» y «In assenza di te / En ausencia de ti», tomados de este disco, ocuparon el primer lugar de difusión en las radios italianas, estadounidenses y latinas. Las ventas llegaron a superar las 4 000 000 de copias.
Durante su carrera musical, Pausini se ha unido a muchas iniciativas de solidaridad y caridad.
En 1999 participa en el concierto benéfico Pavarotti & Friends, creada en apoyo a los niños de Guatemala y Kosovo. En 2001 apoya a las víctimas de los ataques del 11 de septiembre en el World Trade Center en Nueva York, interpretando la canción «Todo para ti» escrita por Michael Jackson. Al siguiente año asiste en un concierto benéfico en Los Ángeles, por la misma causa.

### Década 2000

#### 2000:Entre tú y mil mares
En septiembre de 2000 se lanzó el disco Tra te e il mare / Entre tú y mil mares, producido por K. C. Porter, Alfredo Cerruti, Dado Parisini, Celso Valli y la misma Laura Pausini. Es el segundo álbum en el que Pausini participó como productora y el primero en el que ya no tocó temas adolescentes. El primer sencillo, «Tra te e il mare / Entre tú y mil mares», fue compuesto por el cantautor italiano Biagio Antonacci.
El álbum, que fue grabado en Estados Unidos, Italia y Reino Unido, y recibió muy buenas críticas. Pausini fue nominada a los Latin Grammy Award en la categoría de mejor álbum vocal pop femenino en el año 2001 y también recibió una nominación al mejor productor del año. La ganadora de ese año fue la cantante norteamericana Christina Aguilera. En este disco Laura Pausini dedicó un tema a su padre, titulado «Viaggio con te / La meta de mi viaje», en el que habla de la ausencia paterna cuando Pausini era pequeña, mientras tocaba en diferentes lugares de Italia. Este tema ganó el premio a mejor canción en los Premios Lunezia en 2001. De acuerdo a la revista norteamericana Billboard, Tra te e il mare / Entre tú y mil mares en sus primeros tres meses logra vender más de 1 000 000 de copias, de las cuales 300 000 copias provienen de Hispanoamérica. En 2012, el álbum había superado las 5 000 000 de copias a nivel mundial. También en 2000 continuó sus colaboraciones con el cine, interpretando el tema «The Extra Mile» en la banda sonora de la película Pokémon the Movie 2000: The Power of One, escrito por la cantautora Tina Arena.

#### 2001:Lo mejor de Laura Pausini: Volveré junto a ti
The Best of Laura Pausini: E ritorno da te / Lo mejor de Laura Pausini: Volveré junto a ti recoge todas las canciones más exitosas de la cantante italiana, comprendidas entre los años 1993 y 2000. Para este disco Laura volvió a grabar algunos de sus anteriores éxitos para darles una apariencia más actual. El álbum incluyó tres temas nuevos: «Una storia che vale / Dos historias iguales», «Dime» (solo en español, a dúo con el cantante de flamenco José el Francés) y «E ritorno da te / Volveré junto a ti». Además cantó a dúo el tema «Seamisai (Sei que me amavas) / Cuando se ama (Sei que me amavas)» con el artista brasileño Gilberto Gil, y el cantante Nek apareció como bajista en la nueva versión de «Non c'è / Se fue».
Este álbum resultó ser un éxito comercial en ventas a nivel internacional, llegando a ser el tercer álbum más vendido de Pausini, con más de 7 000 000 de copias. En Italia el álbum vendió más de 1 000 000 de copias y, por ende, es el álbum recopilatorio más vendido en la historia de ese país. En Francia el álbum vendió 1 005 900 copias, y es el álbum más vendido por un cantante italiano en ese país. Además, es el álbum 133 más vendido en la historia de ese país.
Ese año inició su gira mundial en Milán llamada Laura Pausini Live 2001 World Tour y cantó en vivo en el Festival de San Remo 2001.

#### 2002:From the Inside

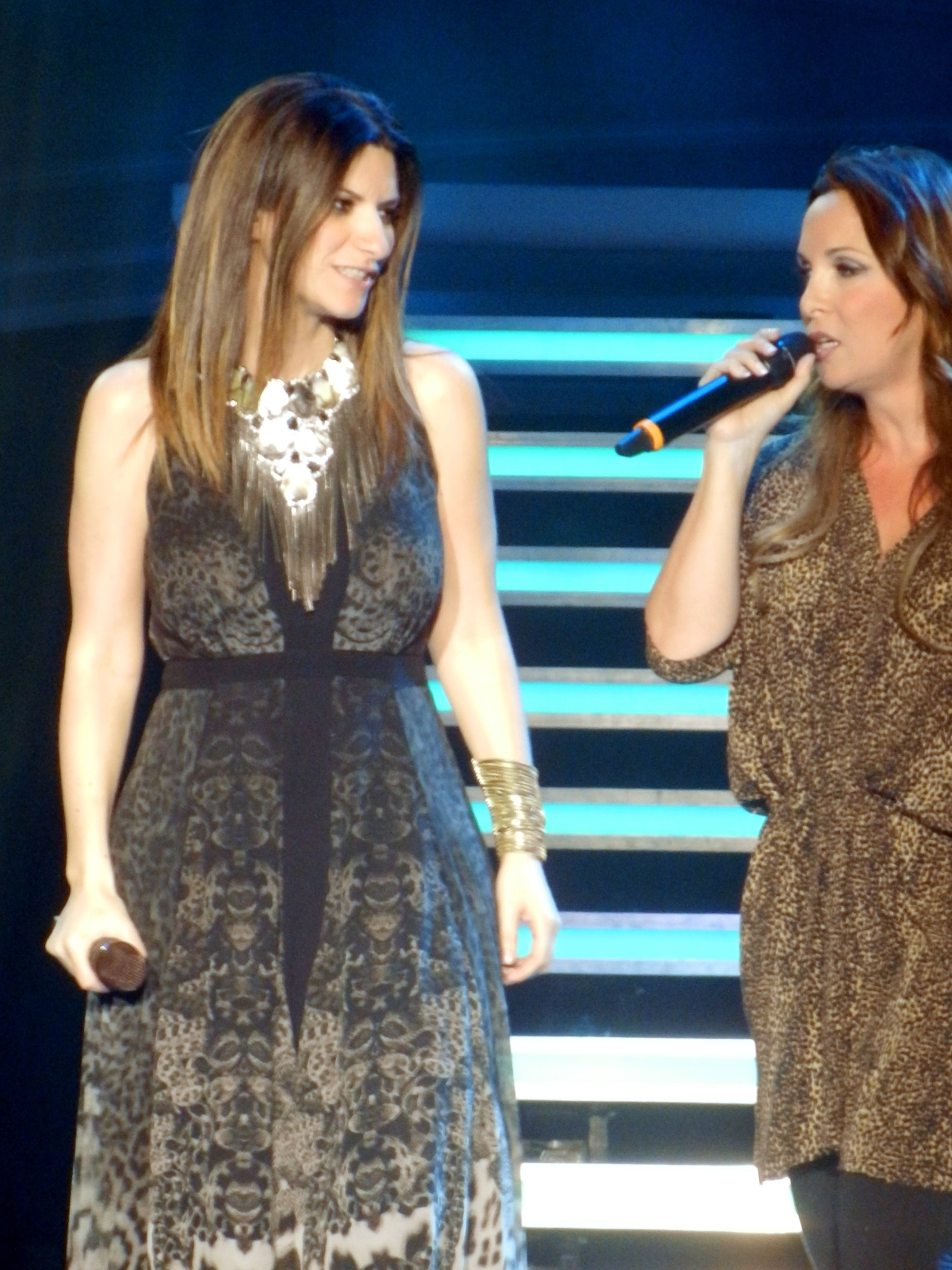
Laura Pausini en Bercy (Francia) durante su gira mundial de Inédito World Tour, cantando «On n'oublie jamais rien, on vit avec» junto a Hélène Segara.

El 5 de noviembre de 2002 salió a la venta From the Inside en Estados Unidos, y en 2003 en los países europeos. Este disco se grabó en el continente europeo durante la promoción de su trabajo anterior en 2001. El primer sencillo, «Surrender» logró ser un éxito en algunos países. En Estados Unidos se logró posicionar como número uno en el Hot Dance Club Play de la revista norteamericana Billboard, número cuatro en la lista de Hot Dance Music/Maxi-Singles Sales y se posicionó en el número cuarenta y tres en la lista de Hot Singles Sales.
A nivel global la canción logra ingresar en las listas musicales de Europa y Australia, y de acuerdo a Billboard, «Surrender» se logró posicionar en las listas de radiodifusión en diversas naciones como Alemania, Austria, Dinamarca, Finlandia, Holanda, Hungría, Noruega, Portugal, República Checa, Suecia y Suiza. y número ocho en Canadá. «If That's Love» fue elegido como segundo sencillo y al igual que su antecesor logró ser número uno en la lista de Hot Dance Club Play. El tercer sencillo, «I Need Love», compuesto por Kara DioGuardi, alcanzó el puesto número tres en los listados de temas populares. Sin embargo, la versión en español respectiva, «De tu amor», no se incluyó dentro del disco, sino que fue lanzada solo como disco sencillo para Hispanoamérica. En From the Inside se incluyeron las versiones en inglés de dos temas ya editados tanto en italiano como en español, titulados «It's Not Good-Bye» («In assenza di te / En ausencia de ti») y «Everyday Is a Monday» («Il mio sbaglio più grande / Un error de los grandes»).
Mientras se promocionaba este disco, Pausini actuó en los Premios Nobel en Oslo y, desde Los Ángeles, participó en el concierto a beneficio de las víctimas de los atentados del 11 de septiembre de 2001 en Nueva York. También realizó un dúo con su compatriota Nek en el tema «Sei solo tu» («Tan solo tú»), en italiano y en español, y salió a la venta Live 2001 – 2002 World Tour, el primer DVD que contiene la grabación del concierto de Milán del 2 de diciembre de 2001.
From the Inside tuvo escasa promoción en Estados Unidos y parte de Europa y no tuvo la aceptación esperada, comparada con sus álbumes anteriores. La artista declaró que la discográfica no respetó el estilo del álbum, presentándolo como un álbum del género baile debido a las remezclas que fueron hechas de los temas «Surrender» e «If That's Love». El álbum fue certificado como disco de oro en tres países de Europa, Italia, Suiza y España. Se vendieron 2 000 000 de copias mundialmente.
En 2003, la cantante francesa Hélène Segara invitó a Pausini a cantar a dúo el tema «On n'oublie jamais rien, on vit avec» de su álbum de estudio titulado Humaine. La canción fue el tercer sencillo del álbum que vendió más de 500 000 copias en Francia. En cuanto a la canción logró ser un éxito comercial en Francia y se otorgó disco de oro por la SNEP por más de 300 000 copias vendidas en ese país. En Bélgica la canción logró ser certificada también como disco de oro.
En 2003 participa de nuevo en Pavarotti & Friends, destinada a recaudar fondos para los refugiados iraquíes que huían de la dictadura de Sadam Huseín. En el mismo año cede los derechos de «Il mondo che vorrei» para la Fondazione Francesca Rava - N.P.H.- Italia Onlus: la canción es utilizada como banda sonora publicitaria de la fundación y la recaudación se dona a la construcción de una casa de acogida NPH para niños huérfanos y abandonados. También en 2003 colaboró con la asociación Intervita de Miami para la campaña en favor de los niños necesitados de América Latina junto a Gloria Estefan y Shakira; fue testimonio en Francia de Femmes face au sida, la campaña contra el sida organizado por la princesa Estefanía de Mónaco; participó en un encuentro debate de la Universidad Católica del Sagrado Corazón, en Milán, como representante positivo de la juventud italiana, y recibió una carta de agradecimiento de Kofi Annan por haber contribuido a las causas de beneficencia de las Naciones Unidas.

#### 2004:Escucha

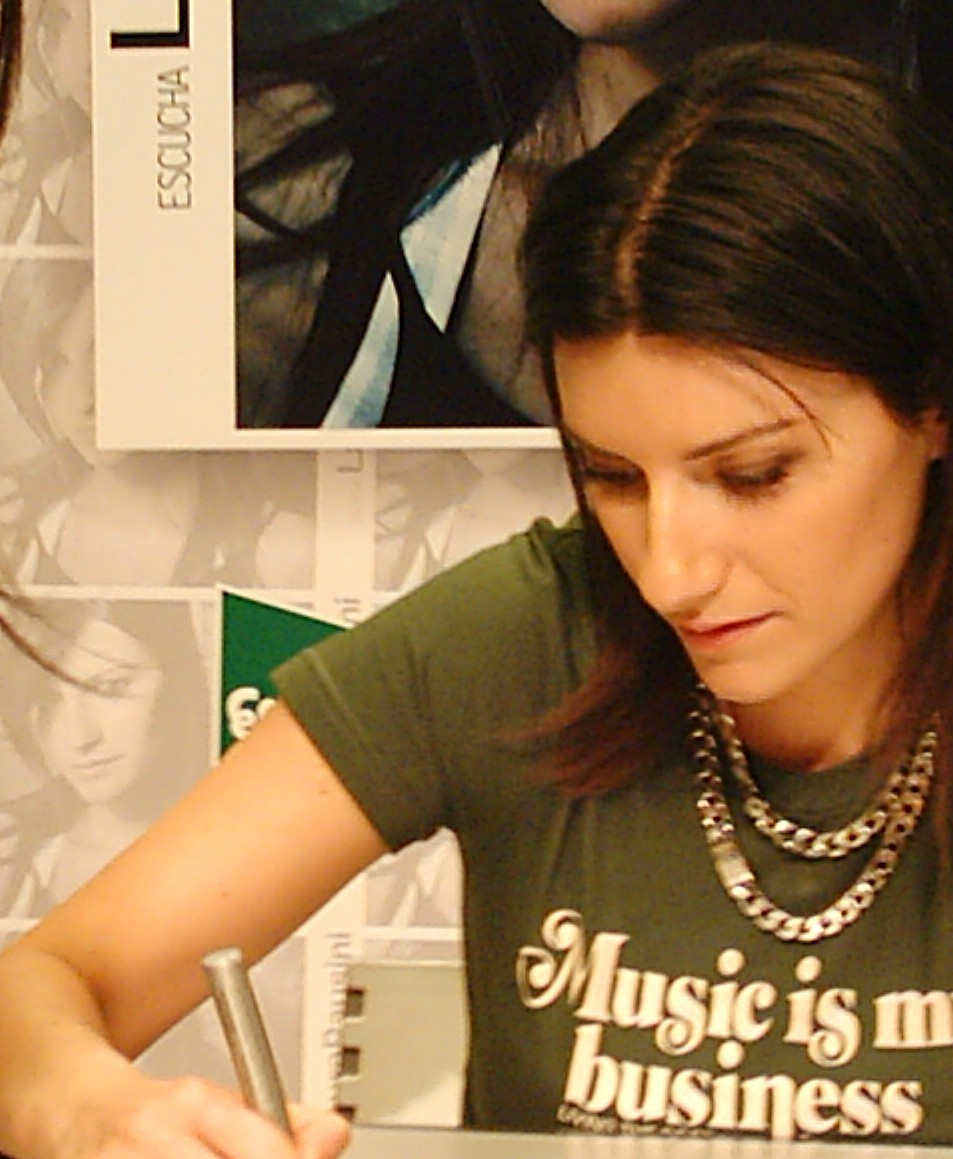
Laura Pausini firmando autógrafos en la presentación de Resta in ascolto / Escucha en 2004.

Laura Pausini regresó a Italia a trabajar en su siguiente álbum, considerado por sus críticos como el más agresivo de su carrera al dejar atrás el estilo romántico de sus canciones. Este álbum titulado Resta in ascolto / Escucha fue publicado el 22 de octubre de 2004, grabado en Italia y Reino Unido, y sus temas fueron escritos por la cantante. Colaboraron Biagio Antonacci en el tema «Vivimi / Víveme», Vasco Rossi en «Benedetta passione / Bendecida pasión», y Madonna en «Like a Flower», que fue adaptada al italiano y español bajo el título «Mi abbandono a te / Me abandono a ti».
Resta in ascolto / Escucha es el resultado de un renacer fatídico y personal de Pausini que salió de la peculiar timidez y dulzura de sus baladas clásicas para explorar una nueva faceta de madurez profesional. La ruptura con su pareja fue el motivo de que sus canciones tengan un matiz de desengaño y optimismo. El estilo de este álbum es de una técnica vocal sofisticada y natural a la vez; además en algunos temas incluye el rock junto a su tradicional pop. Influenciado por artistas internacionales como Phil Collins y Céline Dion, la grabación es en el tema de una ruptura y fue escrito en 2002, durante la separación de Pausini de su novio y productor Alfredo Cerruti.
En 2005, Escucha ganó un Latin Grammy en la categoría de mejor álbum vocal pop femenino, y en febrero de 2006 gana un Grammy a mejor álbum pop latino, consagrándose la primera y única mujer cantante italiana en lograr tal distinción. El álbum vendió más de 6 000 000 de copias mundialmente. Este álbum fue el inicio de una nueva gira internacional de Laura Pausini llamada World Tour 2005.
En 2004 se comprometió con la campaña social para la prueba de VPH de las mujeres europeas. En 2005 Pausini se unió al proyecto de Amnesty International Control Arm, una campaña sobre el tema de las armas, en particular de las llamadas ligeras, y la recaudación de fondos organizado por Amref Health Africa, una organización que tiene como objetivo mejorar la salud en África a través de la participación activa de las comunidades locales.

#### 2005:Live in Paris 05

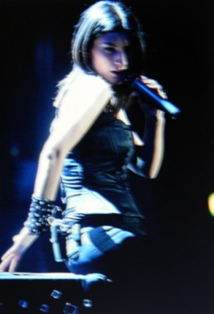
Laura Pausini en el World Tour '05.

Live in Paris 05 es un concierto de Laura Pausini grabado en París el 22 y 23 de marzo de 2005, donde interpretó en cuatro idiomas todos sus éxitos incluidos en un CD con 16 canciones en total. El DVD contiene 18 vídeos en vivo y un videoclip de la canción escrita por Vasco Rossi, «Benedetta passione».
El álbum logró certificar triple disco de platino en Italia por exceder las 160 000 copias vendidas.
Live in Paris 05 es el primer álbum y segundo DVD en vivo de Pausini.

#### 2006:Juntos en concierto 2006
Entre julio y agosto, Laura Pausini, junto a sus colegas Marc Anthony de Puerto Rico y Marco Antonio Solís de México, protagoniza una gira llamada Juntos en concierto 2006, en la cual los tres artistas recorren Estados Unidos con más de veinte fechas. La gira es patrocinada por The Global Financial Services Company, Live Nation y The Hispanic Scholarship Fund para apoyar la cultura hispana y la educación superior.

#### 2006:Yo canto

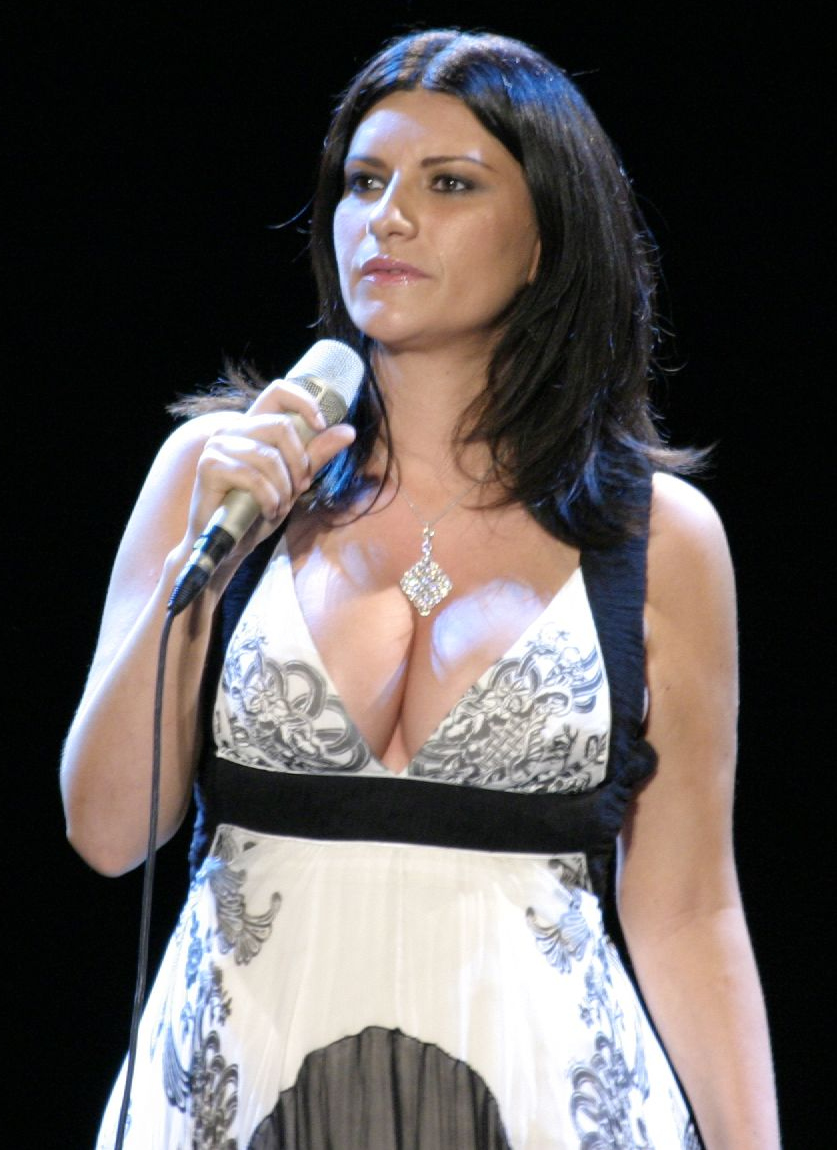
Laura Pausini, Festival Teatro-Canzone Giorgio Gaber, Viareggio, en 2007.

El 14 de noviembre de 2006 se publicó el álbum Io canto / Yo canto, que contiene dieciséis temas seleccionados por la cantante que habían sido compuestos por los autores italianos más destacados del siglo XX y grabados con anterioridad, que comprenden varios géneros musicales, desde la balada hasta el rock. Este álbum fue publicado en más de 47 países. Pausini obtuvo su segundo Premio Grammy Latino en la categoría de mejor álbum vocal pop femenino. Se incluyó un dúo de Pausini con el cantante y músico colombiano Juanes en el tema «Il mio canto libero / Mi libre canción» y otro titulado «Non me lo so spiegare / No me lo puedo explicar» con Tiziano Ferro. Io canto fue un éxito en Italia, país en el cual fue certificado con ocho discos de platino más disco de oro por superar las 830 000 copias vendidas. En Suiza, certificó disco de platino por más de 30 000 copias. También certificó disco de oro en España, Francia y México por más de 40 000, 100 000, y 80 000 copias respectivamente.
Este álbum, al igual que los anteriores de Pausini, fue publicado tanto en italiano como en español.
 En la versión francesa del álbum aparecen «Come il sole all'improvviso» a dúo con el cantante francés Johnny Hallyday, y «Je chante», versión parcialmente francesa de «Io canto». Casi un año después se presentó el álbum The Best of Andrea Bocelli: Vivere, que incluye la canción «Dare to Live (Vivere)»: tanto esta como su versión en español «Vive ya!» es cantada a dúo por Pausini y Andrea Bocelli. Fueron vendidas más de 3 000 000 de copias a nivel mundial, lo que le hizo ganar a Pausini su cuarto World Music Awards.
En 2006 se unió junto a otros artistas a Amnesty International a través de un proyecto solidario organizado para la campaña No más violencia contra las mujeres. Desde noviembre de 2008, es embajadora de Hear the World, una iniciativa creada por Phonak, que busca sensibilizar la opinión pública mundial sobre la importancia de la audición y los problemas asociados con la pérdida auditiva. En 2007 participa en una subasta organizada por la Liga italiana para la lucha contra el Sida.

#### 2007:San Siro 2007

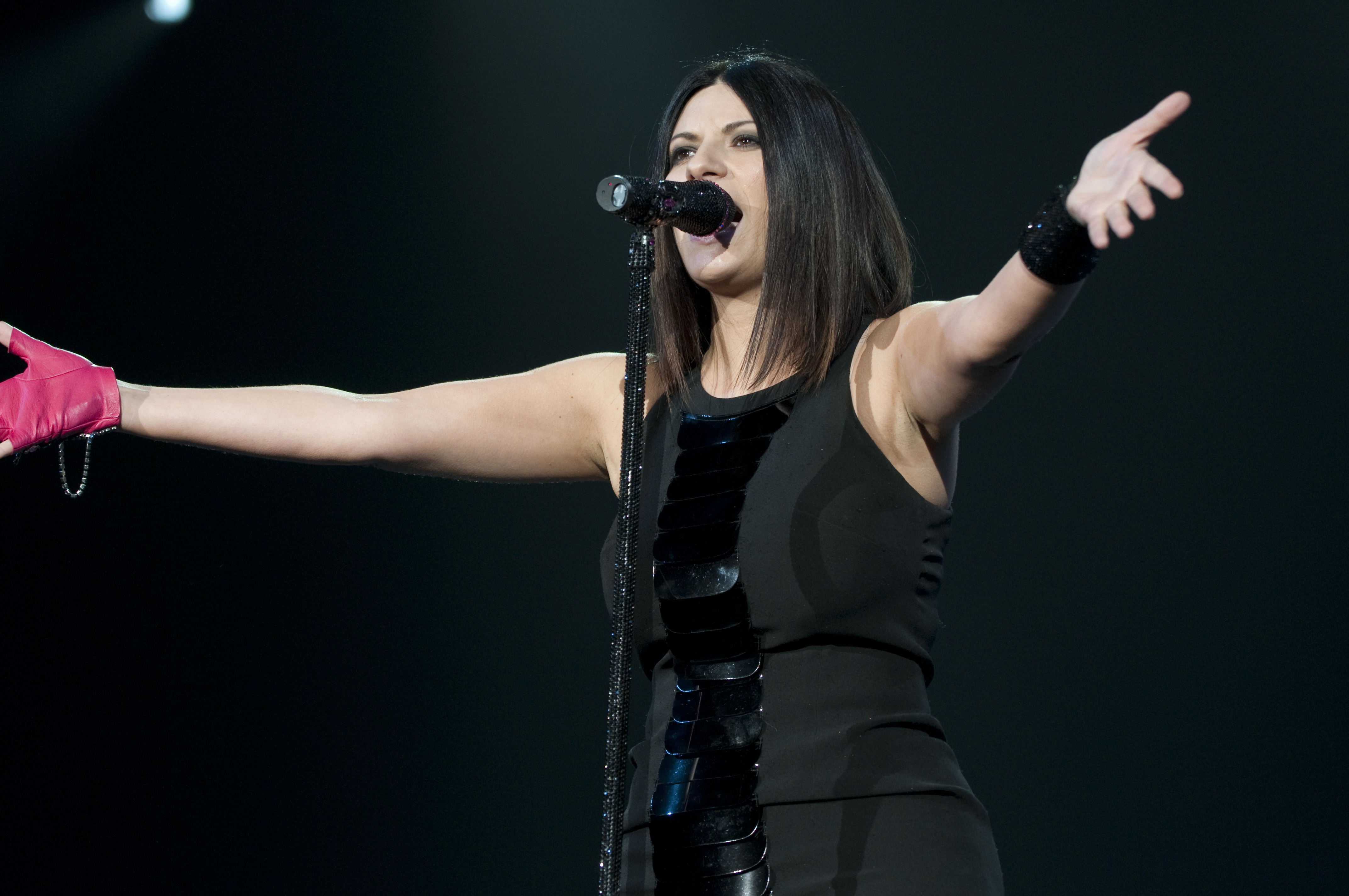
Laura en 2009.

El 20 de marzo de 2007 se publica el álbum Papito del cantante español Miguel Bosé, en la que hay una colaboración de Pausini en la canción «Te amaré». El 2 de junio se grabó el segundo álbum en vivo de Laura Pausini. Grabado en el estadio Giuseppe Meazza de San Siro, en Milán, Italia, ante una multitud de más de 70 000 personas siendo lleno total. Pausini logró ser la primera mujer en la historia en llenar este estadio ante más de 70 000 personas, con la asistencia de aficionados de varios países, entre ellos Japón, México, Francia, España y Brasil. Hizo un dúo en vivo con su compatriota Tiziano Ferro en la canción «Non me lo so spiegare». El concierto estuvo dedicado a su nona (abuela), recientemente fallecida.
El concierto fue transmitido en vivo por Rosso Alice y la audiencia fue de 2 835 000 espectadores en Italia, con un total de audiencia de 11,16 %. El canal MTV transmitió en vivo el concierto el día 21 de enero de 2008 llegando a una audiencia del 7,9 %. El 25 de diciembre volvió a transmitir el concierto (más el videoclip de «Invece no»), obteniendo más de 1 455 000 espectadores. El 30 de noviembre de 2007 publicó su segundo álbum en vivo. Se grabó en cuatro idiomas además del italiano: español, portugués, inglés y francés. El álbum en unos meses había logrado vender más de 120 000 copias en Italia. A los pocos días de realizar el concierto regresó al estadio Giuseppe Meazza como invitada del cantante italiano Renato Zero. En esta ocasión cantaron juntos la canción «Nei giardini che nessuno sa» e hicieron mención a «Come se non fosse stato mai amore».
Por San Siro 2007, Pausini obtuvo el 3 de junio de 2008 dos premios del Wind Music Awards por el CD y DVD de este álbum.

#### 2008:Primavera anticipada
Primavera in anticipo / Primavera anticipada fue presentado el 11 de noviembre de 2008. Consta de catorce temas inéditos y fue editado en cuarenta y siete países. Colaboraron para esta grabación sus colegas y compatriotas Gianluca Grignani, Daniel Vuletic, Niccolo Agliardi, Cheope, Federica Camba y el cantante británico James Blunt, quien coescribió el tema «Primavera in anticipo (It Is My Song) / Primavera anticipada (It Is My Song)» que dio título al álbum. Este tema gozó de éxito en Europa y América Latina, y obtuvo certificaciones de disco de oro por sus altas ventas en Italia, Austria, y Suiza. Obtuvo el Premio Grammy Latino en la categoría de mejor álbum vocal pop latino y dos años después ganó el premio Latin Music Awards otorgado por la ASCAP. Primavera in anticipo debutó en el número uno en la lista de álbumes italianos y se mantuvo en el primer lugar durante nueve semanas consecutivas. Más tarde fue certificado diamante por la Federación de la Industria Musical Italiana por rebasar más de 650 000 unidades vendidas, en Chile el álbum superó las 264 000 copias vendidas. En Suiza, fue certificado como disco de platino por la Federación Internacional de la Industria Fonográfica región Suiza, en México el álbum se certificó disco de oro. En los Estados Unidos según Nielsen SoundScan Primavera anticipada en su semana número veinticuatro en dicho país rebasaba las 41 796 copias, y en Francia el álbum en sus primeras semanas a la venta en 2008 llevaba vendido 26 280 copias. El álbum ha vendido más de 3 000 000 copias en todo el mundo.
Este álbum fue promocionado durante el Laura Live World Tour 09. Durante la promoción del álbum, a iniciativa de Pausini y en colaboración con varias cantantes italianas, como Elisa, Giorgia, Fiorella Mannoia y Gianna Nannini, se llevó a cabo un concierto en el estadio Giuseppe Meazza, que contó con la participación de más de cuarenta cantantes italianas femeninas y fue realizado con el fin de recaudar dinero para la reconstrucción en los Abruzos, región afectada por un fuerte terremoto. Esta presentación fue recogida en un álbum en formato DVD para el mercado italiano, titulado Amiche per l`Abruzzo.

#### 2009:Laura Live World Tour 09

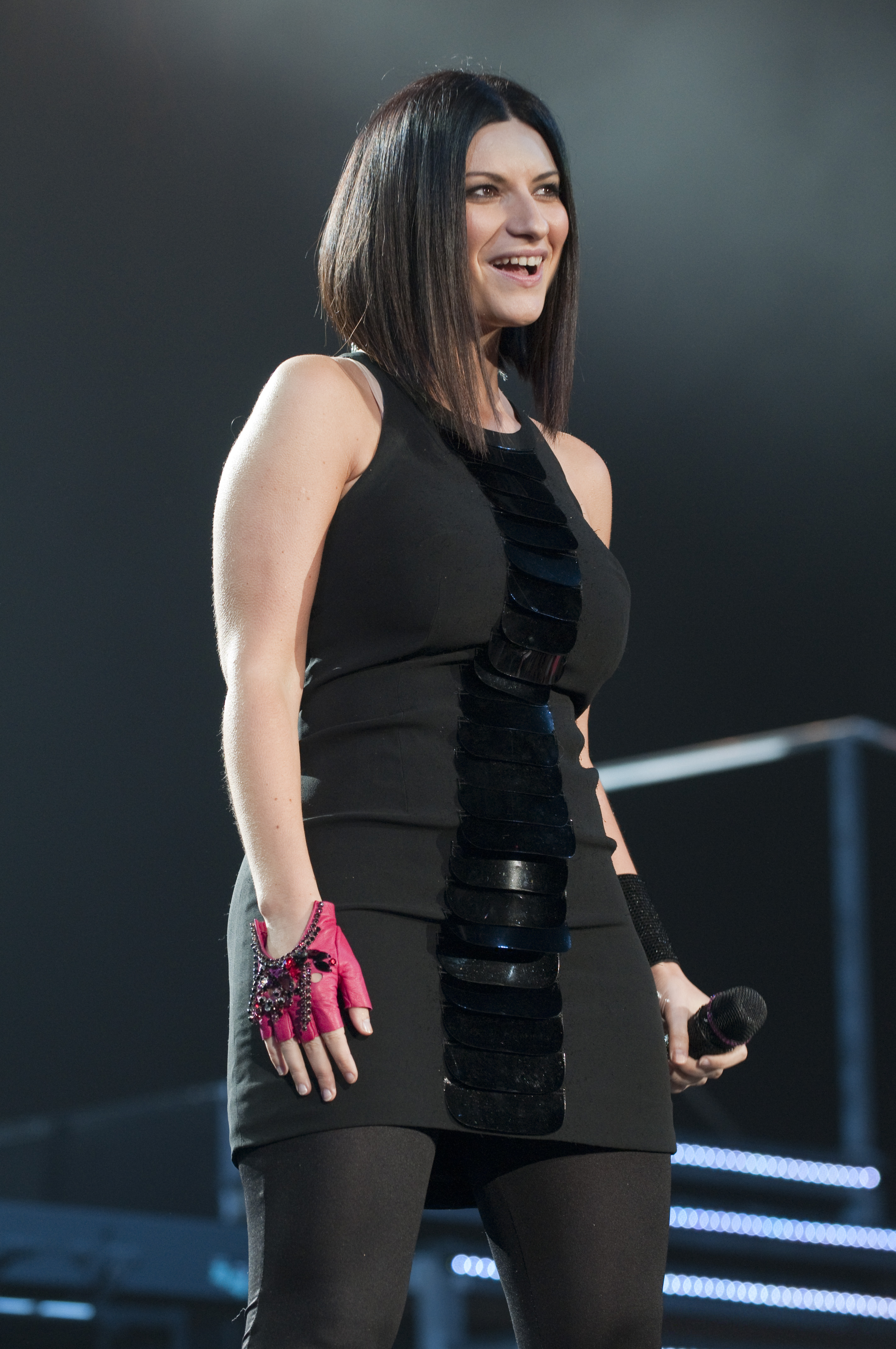
Laura Pausini durante un concierto el 30 de abril de 2009.

Después de la gira mundial para la promoción de Primavera in anticipo / Primavera anticipada, el 27 de noviembre de 2009 salió a la venta su nuevo álbum en vivo, titulado Laura Live World Tour 09 / Laura Live Gira Mundial 09. El álbum es un CD/DVD de la gira, que también incluye tres nuevas canciones (dos de ellas de estudio): «Con la musica alla radio / Con la música en la radio», «Non sono lei / Ella no soy» y «Casomai / Menos mal». «Con la musica alla radio» se publicó el 25 de septiembre de 2009; debutó como primer sencillo y posteriormente fue certificado como disco de oro en Italia por la venta de 15 000 copias. El segundo sencillo fue «Non sono lei»; y el tercer sencillo, «Casomai», fue grabado durante la prueba de sonido en São Paulo, Brasil, mientras que su versión en español «Menos mal» fue registrada en vivo durante la prueba de sonido de un concierto en Buenos Aires, Argentina. La versión en castellano del álbum, Laura Live Gira Mundial 09, se publicó antes de la versión italiana, el 24 de noviembre, siendo el primer álbum en vivo lanzado por la cantante para el mercado latinoamericano.
A finales de 2009 realizó una actuación en el Muelle Brin de Olbia, ante una multitud de 60 000 personas. Aunque el listado de los temas era el mismo para ambas versiones, en algunos conciertos de América del Sur, cantó «Gracias a la vida», en honor a la cantante chilena Violeta Parra. Tras el lanzamiento de su disco Laura Live World Tour, anunció una pausa de dos años a partir de enero de 2010. El 26 de enero de 2010 se publicó también una edición especial para Estados Unidos. La portada del álbum presenta un color rosa e incluye sólo los temas en español contenidos en las otras dos versiones. El disco fue certificado con cuatro discos de platino por la Federación de la Industria Musical Italiana por rebasar las 240 000 copias.

#### 2009-2010: DVDAmiche per l'Abruzzoy otros reconocimientos

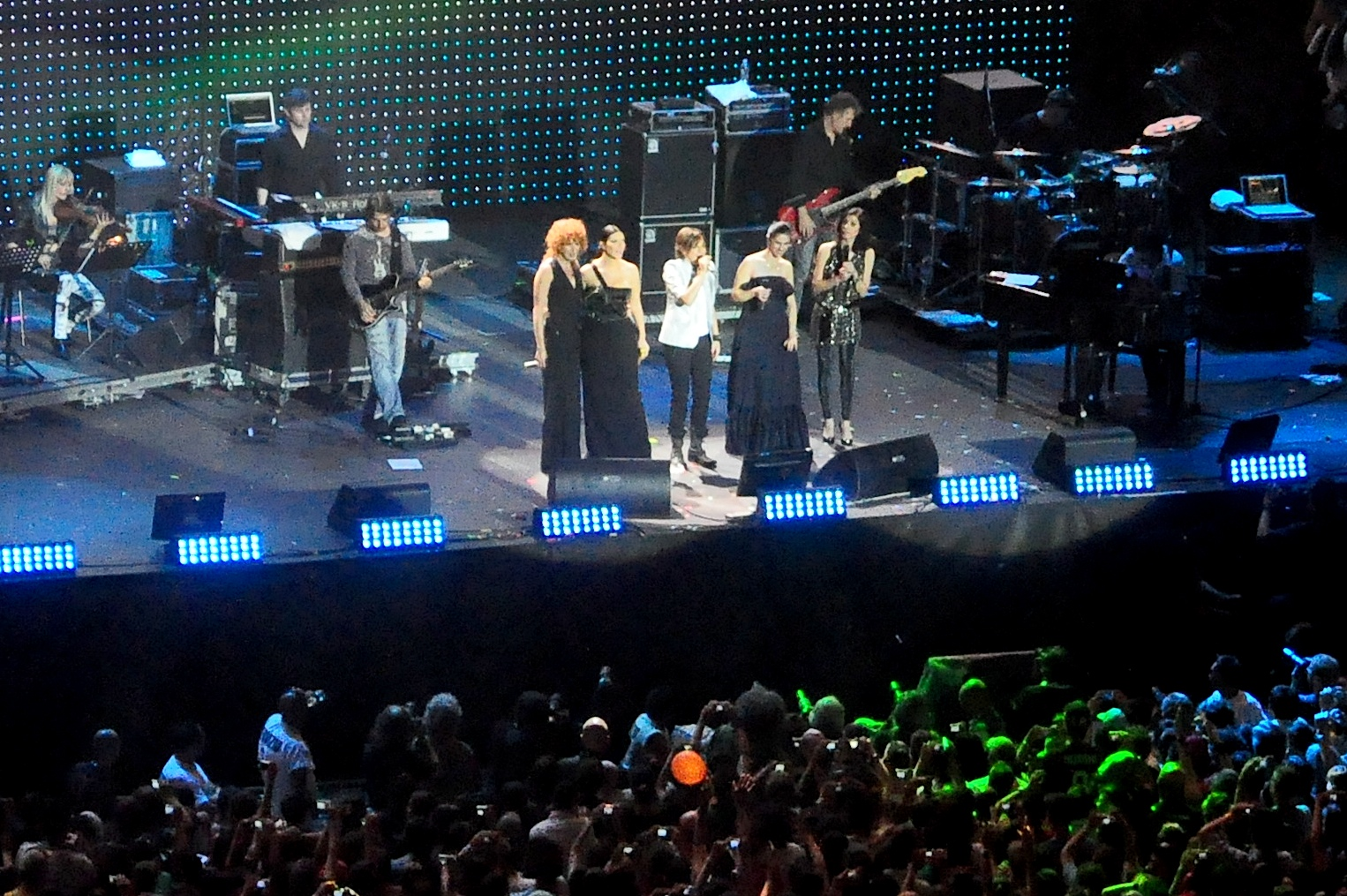
Concierto de Amiche per l'Abruzzo

El 22 de junio, a un año del evento celebrado en el estadio Giuseppe Meazza de Milán, fue lanzado el DVD doble de Amiche per l'Abruzzo, que contiene algunas de las actuaciones más significativas de ese día. El lanzamiento del DVD estuvo acompañado del sencillo inédito «Donna d'Onna», publicado el 28 de mayo de 2010. Esta canción fue cantada al final por las cinco madrinas, como cierre del concierto del 21 de junio de 2009 y fue escrita por Gianna Nannini e Isabella Santacroce, con arreglos de Will Malone. El DVD se presentó el 21 de junio por la tarde en el programa Matrix, conducido por el presentador italiano Alessio Vinci en un episodio especial. Dicho programa contó con la participación especial de Pausini y otras cantantes que participaron en el evento. El álbum vendió en Italia más de 250 000 copias.
En ese año fue premiada con varios reconocimientos internacionales como el Lifetime Achievement Award y el compromiso de solidaridad en el mundo; el Premio Lo Nuestro por artista femenina pop del año y el Premio ASCAP Latin Music Awards en la categoría de mejor canción pop por «En cambio no». El 18 de mayo fue galardonada con el World Music Awards en la categoría de mejor artista italiana. En agosto recibió cuatro nominaciones en las categorías de los Premios Orgullosamente Latino.

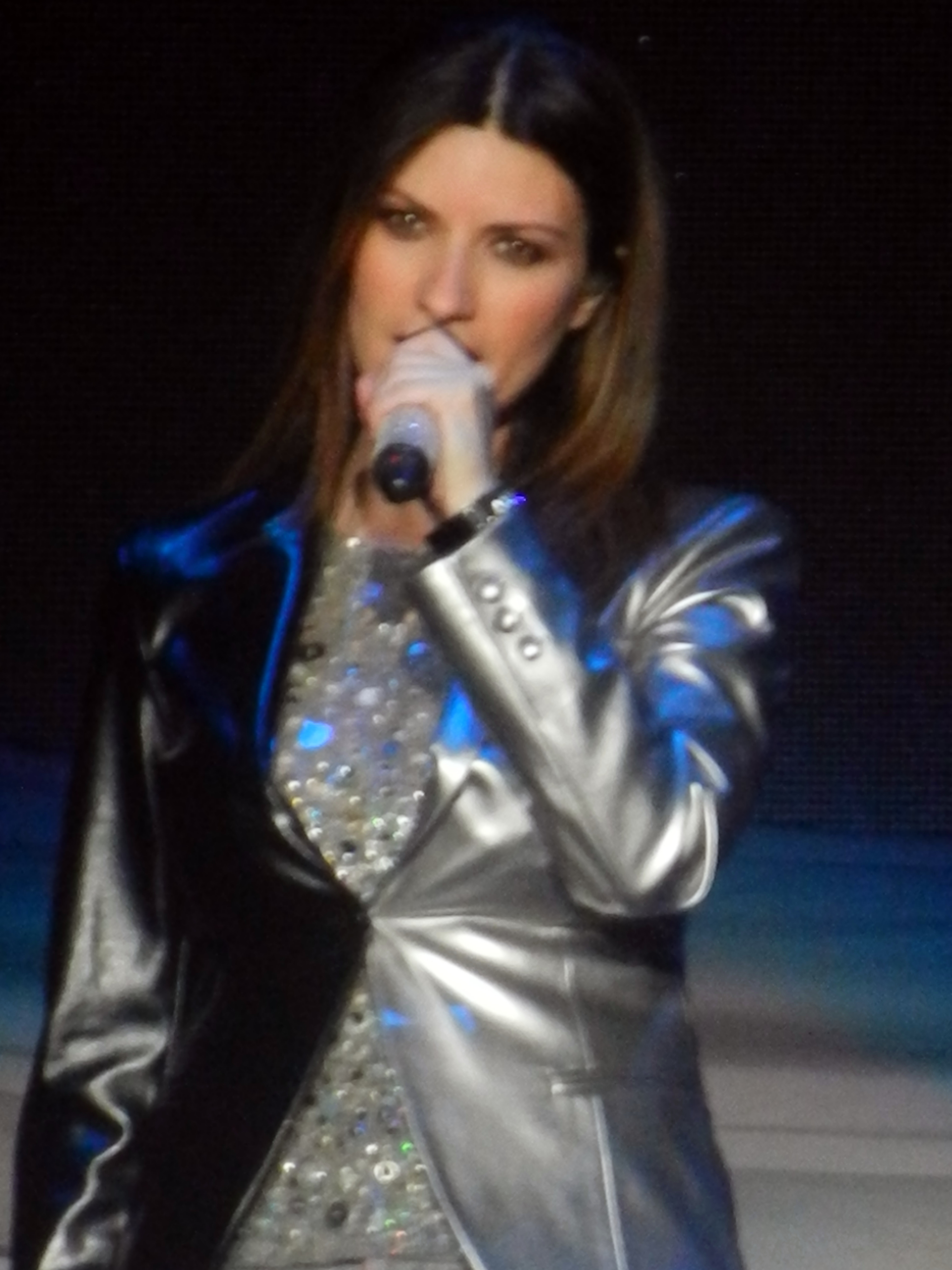
Laura Pausini en París en 2012.

El 28 de febrero de 2009 Pausini comenzó su World Tour 2009 en Brescia y recorrió gran parte de Europa, América del Sur y los Estados Unidos. La última etapa de la gira terminó en Italia en diciembre de 2009. Un CD de la gira, junto a un DVD, fueron lanzados el 27 de noviembre de 2009.
El 8 de septiembre de 2010, Pausini, junto al director de vídeos musicales Gaetano Morbioli, recibió una nominación para los premios Grammy Latinos en la categoría de mejor vídeo musical de larga duración por el DVD Laura Live Gira Mundial 09.
En 2009 apoya a las víctimas del terremoto en Abruzzo participando en la canción «Domani 21/04.09». Laura Pausini organiza los conciertos de Amiche per l'Abruzzo el 21 de junio, al año siguiente se publica el DVD.

### Década 2010

#### 2011-2013:Inédito, Inedito World Tour & colaboraciones

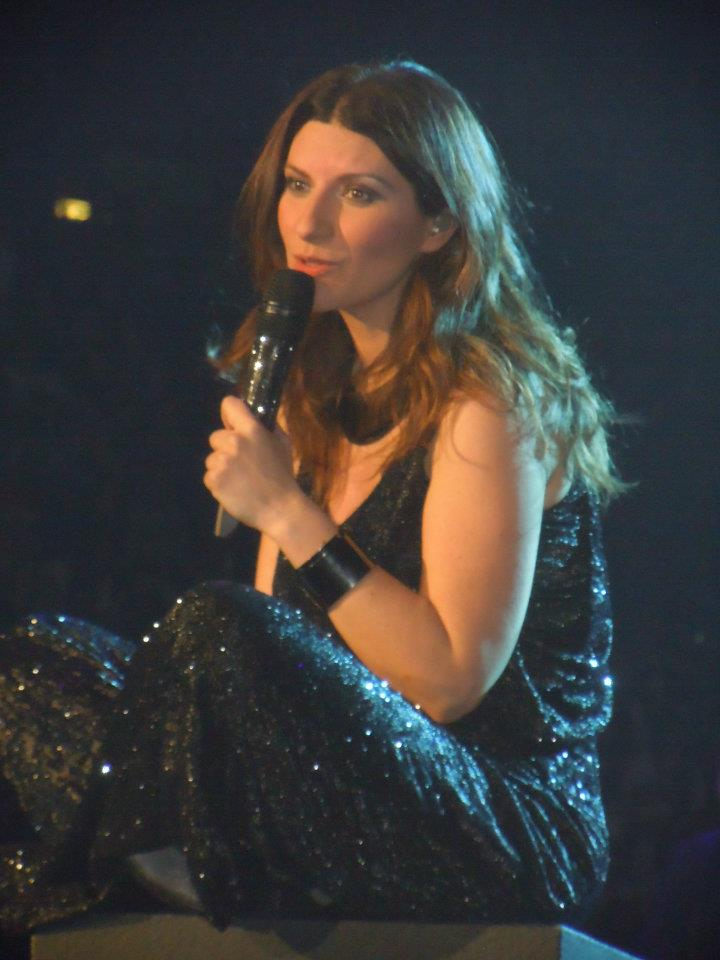
Laura Pausini en Milán (Italia) durante su gira mundial de Inédito World Tour.

Inedito / Inédito fue quizá el álbum más esperado de su carrera musical y personal tras dos años sabáticos pero también de producción. Con una salida prácticamente simultánea en casi todo el mundo, se editó también como disco de vinilo, en forma limitada y numerada con solo doce canciones, eliminándose «Ognuno ha la sua matita» y «Come vivi senza me». El primer sencillo es titulado «Benvenuto / Bienvenido» y debutó en la posición número uno del Top Digital Download y certificó disco de platino por más de 30 000 copias vendidas. Como segundo sencillo se publicó «Non ho mai smesso / Jamás abandoné» y se posicionó como número quince en el Top Digital Download y posteriormente fue certificado como disco de oro en Italia por más de 15 000 copias vendidas. Dicha canción recibió una nominación a Premios lo Nuestro en la categoría de mejor vídeo del año.
El tercer sencillo fue «Bastava / Bastaba» y se publicó el 20 de enero de 2012. Inedito cuenta con canciones en varios idiomas. Las dos versiones del álbum tanto en italiano como en español, una canción en portugués la cual es «No primeiro olhar» y una en francés que es titulada «Dans le premier regard». Inedito logra ser un éxito en Italia, país en el cual vendió más de 360 000 copias y es uno de los álbumes más vendidos entre 2011 y 2012, colocándose en el top 10, mientras que en 2013 se posiciona en el top 100 de lo más vendidos. En Malta, México y Suiza el álbum logra ser disco de oro por más de 3 000, 30 000 y 10 000 copias vendidas respectivamente, mientras que en Brasil y Venezuela fue certificado como disco de platino vendiendo más de 40 000 y 10 000 copias respectivamente. El álbum mundialmente en sus primeros dos meses logra vender más de 1 500 000 copias.
En mayo de 2012 ganó su primer TRL Award en la categoría "Wonder Woman Award".

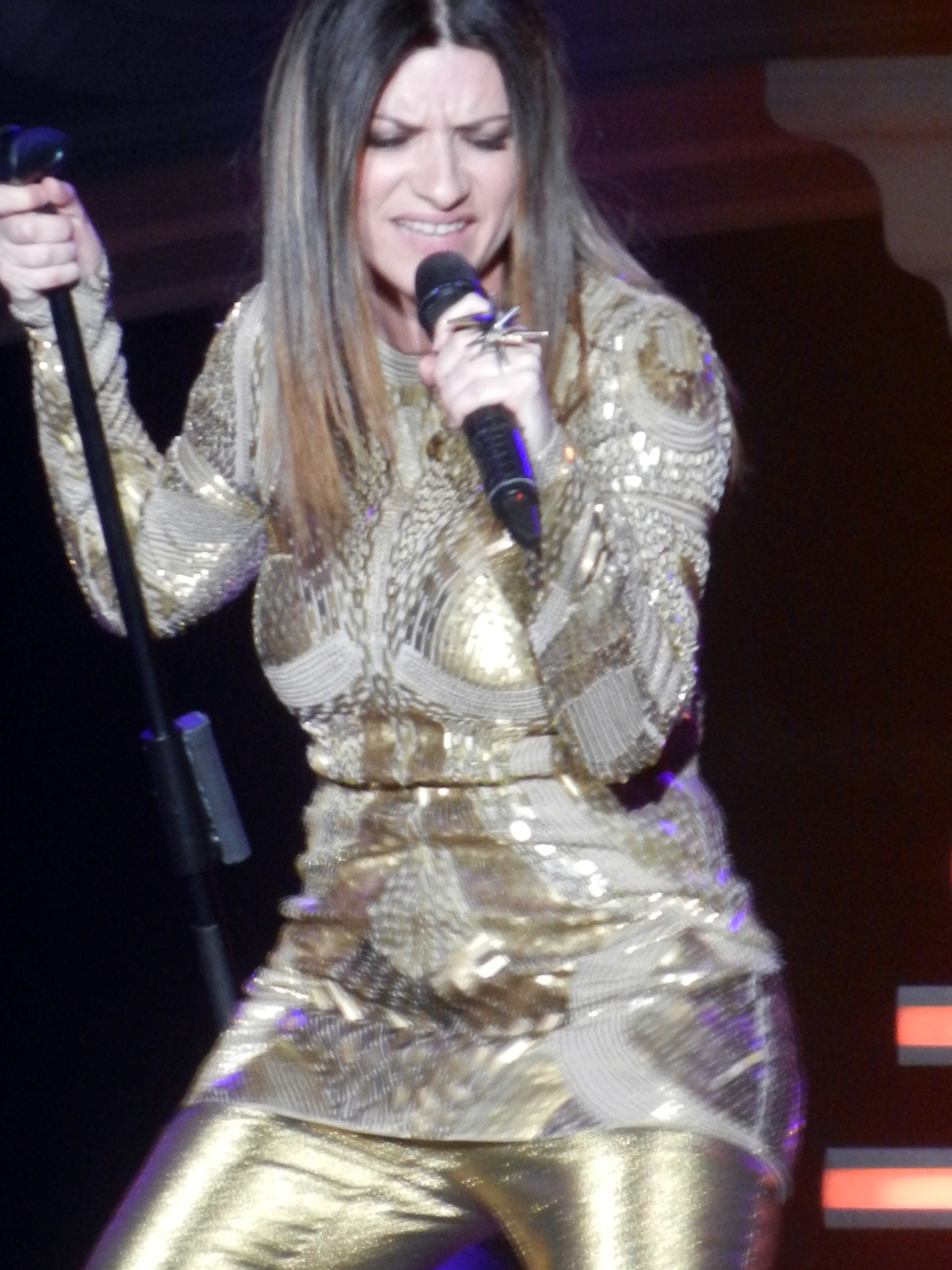
Laura Pausini en abril de 2012.

En diciembre de 2011, Pausini se embarcó en una gira mundial llamada Inedito World Tour, esta gira le permitió a Pausini volver a escenarios a nivel mundial que no visitaba desde hacía tiempo. Fue la segunda gira más exitosa de la cantante, detrás de su gira anterior con alrededor de 75 fechas y más de 520 000 espectadores. Se tenía previsto seguir llevando la gira a Italia, Estados Unidos, Australia, Centro y Sur de América, incluidos Brasil y México pero debido al embarazo de Pausini, se tuvo que cancelar esta nueva etapa del tour. De la gira se publicó el 27 de noviembre de 2012 Inedito (Special Edition) (CD+DVD) anticipado por el sencillo «Celeste» para Italia y «Las cosas que no me espero», a dúo con el cantante venezolano Carlos Baute como sencillo para la América hispana. En diciembre de 2012, Inedito World Tour recibió dos nominaciones a los Premios Rockol en la categoría de mejor concierto / festival y otra nominación en la categoría de mejor gira 2012.

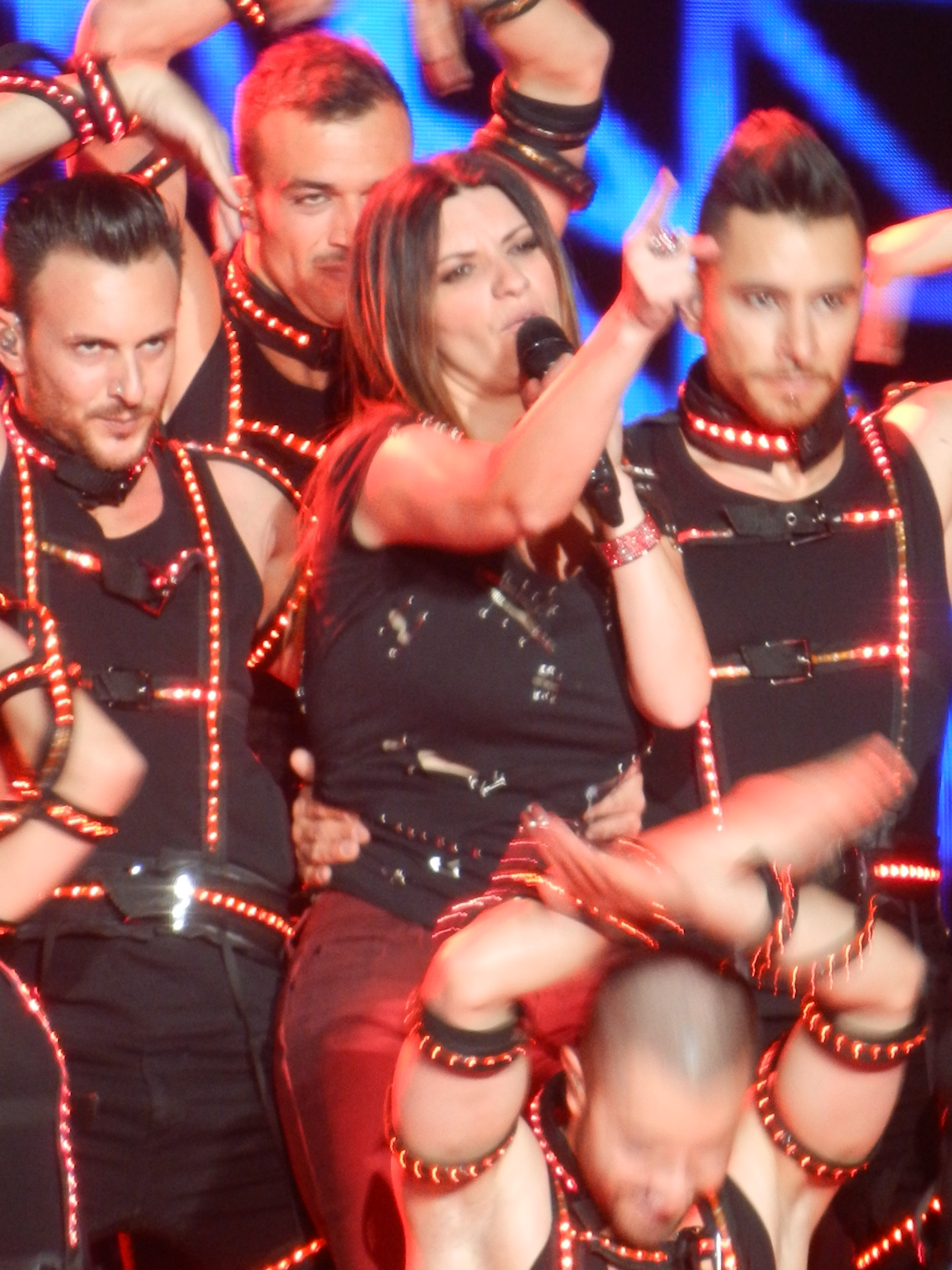

En febrero de 2013 Laura hizo un dúo con el cantante estadounidense Josh Groban, con la canción titulada «E ti prometterò» del álbum titulado All that Echoes.
Conmemorando los 20 años de su carrera musical, lanzó el sencillo digital Medley 2013 que contenía la canción «La solitudine», mezclada en sus versiones italiana, española e inglesa, en iTunes esta versión fue la canción número 72 más descargada a nivel mundial. En mayo de 2013, la banda española El sueño de Morfeo publica su álbum recopilatorio que contiene sus canciones más populares, de las cuales está «Lo mejor está por llegar», la cual la interpretan Laura Pausini, Ximena Sariñana y Deborah de Corral. A principios de abril se confirmó que Laura Pausini haría un dúo con la cantante cubana-estadounidense Gloria Estefan, para su nuevo álbum de estudio titulado The Standards, que será editado en cinco idiomas, y lanzado en septiembre de 2013. La canción es titulada «Sonríe (Smile)» de Charles Chaplin.
La canción fue liberada el 3 de septiembre de 2013, en el canal oficial Gloria Estefan en YouTube.

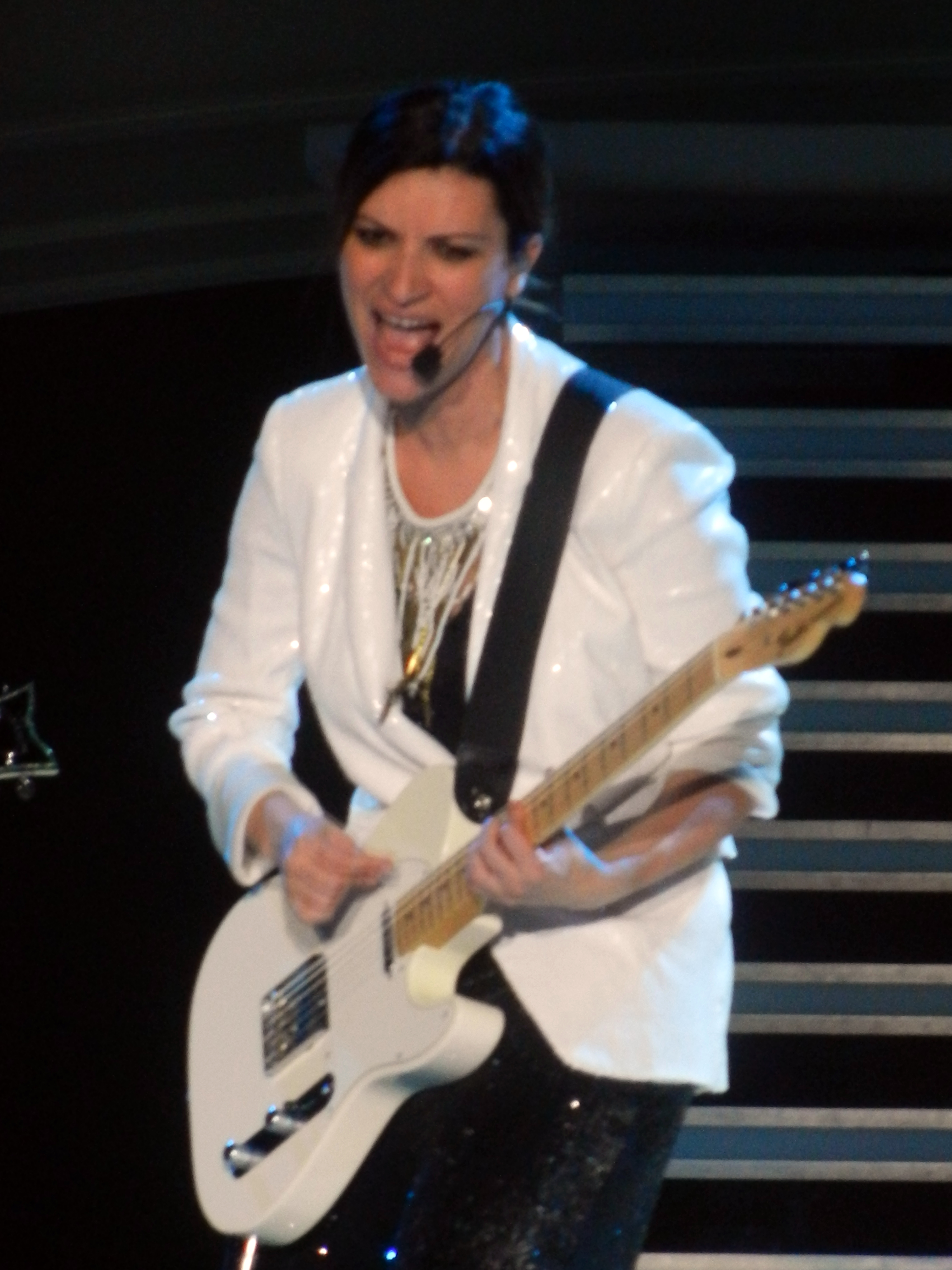
Laura Pausini en 2012.

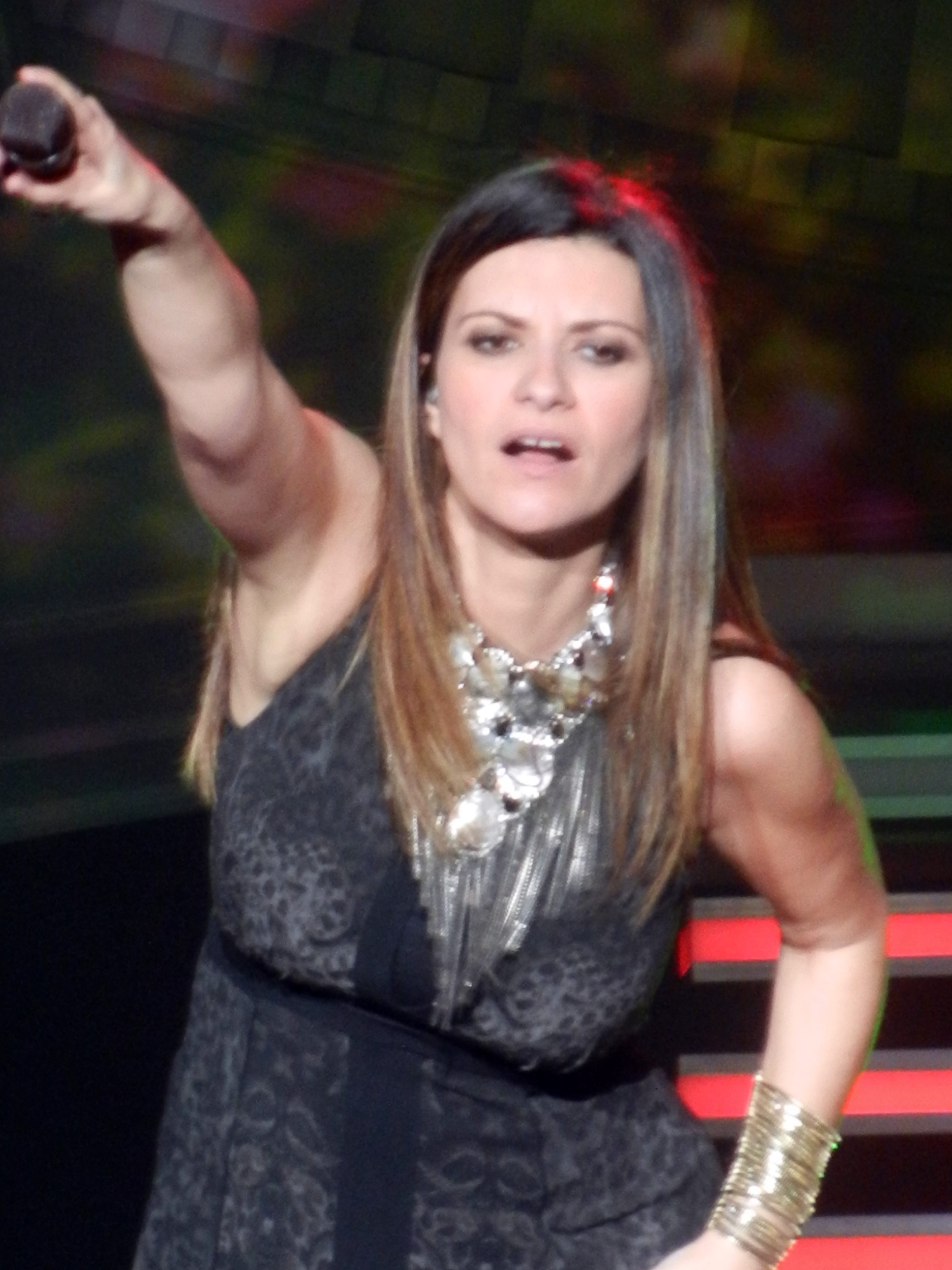
Laura Pausini en 2012.

El 1 de junio de 2013 Laura participó en el concierto benéfico para ayudar a niños, niñas y mujeres del mundo, con estrellas mundiales en el escenario como Beyoncé, Madonna, Jennifer Lopez y Rita Ora, entre otros. Fue la única italiana en participar en este concierto. El concierto se realizó en el Twickenham Stadium de Londres (Inglaterra), ante una multitud de más de 50 000 personas. Pausini interpretó dos canciones, las cuales fueron «Io canto» e «It's Not Goodbye». Las canciones fueron interpretadas en vivo y recibió críticas positivas por su excelente interpretación en vivo. El espectáculo fue visto por más de mil millones de personas a nivel mundial.

#### 2013-2014:20 - Grandes éxitos, The Greatest Hits World Tour
En mayo de 2013 recibió una nominación a los Premios MTV Italia en la categoría "Artista Saga". Pausini anuncia a través de su cuenta de Facebook que en diciembre publicará un álbum recopilatorio. El 31 de mayo de 2013 anunció en una entrevista a RTV radio italiana, que su álbum tendría una gira mundial llamada The Greatest Hits World Tour que incluye a Italia, España, Suiza, Francia, Bélgica, Canadá, Estados Unidos, Brasil, Argentina, México y Chile (donde también participó en el LV Festival Internacional de la Canción de Viña del Mar). El 24 de febrero de 2014, Pausini confirmó más fechas de la gira debido a su éxito en los países donde se presentó, añadió más fechas en Italia y Estados Unidos, y por primera vez añade fechas para Rusia y Australia. Todos los conciertos realizados durante la primera etapa de la gira en Italia fueron de lleno, logrando reunir a más de 100 000 personas. Pausini se presentó en el Festival de Viña de 2014, siendo la estrella de la noche al conseguir una audiencia de 44 puntos y logra ser la noche más vista, superando también la noche de Ricky Martin que obtuvo un promedio de 41 puntos. Pausini logró coronarse como la reina del festival llevándose todos los premios, las Antorchas y Gaviotas de Plata y de Oro.
El 10 de septiembre de 2013 se publicó el primer sencillo del nuevo álbum recopilatorio de Pausini, 20 - The Greatest Hits / 20 - Grandes éxitos, titulado «Limpido / Limpio», junto a la cantante australiana Kylie Minogue. El sencillo debutó como número 1 en el Top Digital Download. Posteriormente, «Limpido» logra certificar disco de oro en Italia por más de 15 000 copias vendidas. «Víveme», junto a Alejandro Sanz, fue el segundo sencillo del álbum para la América hispana, España y Estados Unidos. El videoclip de la canción se grabó el 17 de diciembre de 2013, juntos Pausini y Sanz en la ciudad de Madrid, España.
En Italia, el álbum debutó en la primera posición del Classifiche Albums Top 100 —donde vendió 34 121 copias en su primera semana— y logra certificar disco de oro en su semana de debut por parte de la Federación de la Industria Musical Italiana por superar la cifra de 30 000 copias. Además, le otorgó a la cantante su séptimo álbum en debutar en el número uno y el quinto de manera consecutiva. En total el álbum fue certificado como triple disco de platino por más de 170 000 copias vendidas, y en Suiza fue certificado como disco de oro. En ventas totales y generales el disco 20 - Grandes éxitos logró un disco de oro en España por superar las 20 000. Lo mismo sucedió en México donde superó las 30 000 copias y fue acreditado como disco de oro. El álbum ha vendido más de 1 500 000 copias en todo el mundo. Asistió a Premios lo Nuestro 2015 donde recibió el "Premio a la Trayectoria" por su carrera de más de 20 años de éxitos.
En el verano de 2014 participó como entrenadora en la cuarta edición del concurso de talentos La voz México con la cadena mexicana Televisa, junto a Ricky Martin y los cantantes mexicanos Yuri y Julión Álvarez, obteniendo un gran éxito y consolidándola en otra faceta de su vida, la de estrella televisiva. Pausini participó también en 2015 en La voz junto a Alejandro Sanz, Malú y Antonio Orozco de la cadena española Telecinco. Como etapa final de su gira, visitó México y Estados Unidos, posteriormente en febrero realizó dos conciertos en Australia y uno en Rusia. Y su último concierto del The Greatest Hits World Tour se realizó en España.
En junio de 2013 es la única artista italiana en participar en The Sound Of Change Live junto a Beyoncé, Ellie Goulding, Florence and the Machine, Haim, Iggy Azalea, Jennifer Lopez, John Legend, Madonna, Rita Ora y Timbaland, un concierto benéfico. en el Twickenham Stadium de Londres organizado por la asociación Chime For Change con el objetivo de recaudar fondos para mujeres de todo el mundo y apoyarlas en el proceso de autodeterminación. En julio se suma junto a otros artistas a la subasta Love & muSIC de la Marco Simoncelli Fondazione O.N.L.U.S.  autografiando una camiseta.

#### 2015Similares

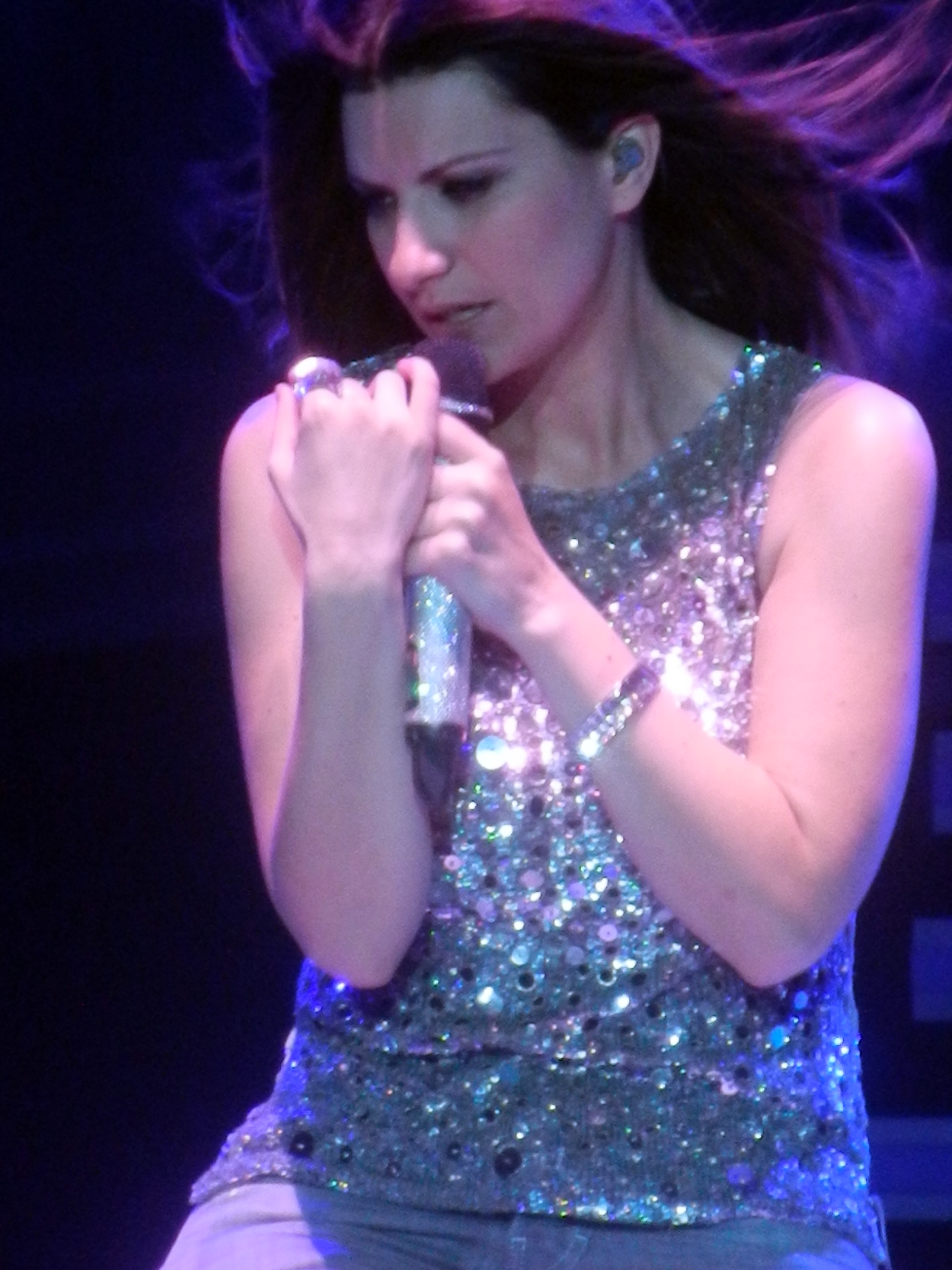
Laura Pausini en Bercy, París, abril de 2012.

En noviembre de 2015 lanzó el álbum Simili / Similares, con ventas cerca de 1 000 000 copias en todo el mundo, y con el que realizó una gira posterior en el verano de 2016, Pausini Stadi Tour 2016. La gira visitó Italia, Canadá, Estados Unidos, Latinoamérica y Europa. Fue la primera vez que se presentó en países como Ecuador, Paraguay y Uruguay, además de volver a Puerto Rico luego de 10 años. Con esta gira fue la primera mujer en presentarse en dos noches consecutivas en el Estadio de San Siro en Milán.

#### 2016:Laura Xmas
El 4 de noviembre de 2016, Pausini lanzó su primer álbum navideño, Laura Xmas, titulado Laura Navidad en su versión en español. El álbum, coproducido por Patrick Williams y grabado con su orquesta, se lanzó con una actuación en Disneyland Paris; con ventas poco más de 500 000 copias.

#### 2018:Hazte sentir
En diciembre del 2017, desde su cuenta oficial anunció que para el próximo 2018 volvería con nuevo álbum, gira mundial y su regreso a la televisión. En enero de 2018, la propia Laura Pausini confirmó una gira mundial para presentar su disco Fatti sentire / Hazte sentir, con el cual celebraba su 25 aniversario de carrera. El álbum salió a la luz el 16 de marzo, compuesto por catorce canciones escritas y grabadas durante 2017; se estiman cerca de 800 000 copias a nivel mundial. En el marco del World Wide Tour 2018, Laura Pausini se presentó por primera vez en el Circo Massimo de Roma, siendo la primera mujer en dar un concierto en el histórico lugar, y desde este recinto arrancará su gira mundial el World Wide Tour Fatti Sentire. Luego de tres conciertos en Italia, se presentó por Estados Unidos y Latinoamérica, visitando ciudades como Monterrey, Ciudad de Guatemala, Guayaquil, Recife, Brasilia y Nueva York. Después de volver a Italia entre septiembre y octubre de 2018, se presentó en concierto en Barcelona el 17 de octubre, en el Palau Sant Jordi, y en el Wizink Center de Madrid el 18 del mismo mes. Después de su regreso a tierra española, cantó por el resto de Europa, con espectáculos en Francia, Bélgica, Alemania y Suiza para terminar la gira en su Italia natal.
De abril a julio de 2018 fue jurado de la tercera edición de Factor X. En el programa fue la mentora del equipo de los chicos del cual salió el vencedor del programa.
En julio de 2018 fue nombrada Embajadora de Buena Voluntad del Programa Mundial de Alimentos (PMA) de las Naciones Unidas, la agencia de las Naciones Unidas que trabaja en más de 80 países brindando asistencia alimentaria a las personas afectadas por conflictos y desastres naturales. En octubre de 2018 contribuyó al diseño de un muñeco, cuya recaudación será donada a la fundación española Juega Terapia, que atiende a niños con cáncer. En agosto de 2019 se unió a la campaña “Dreamer Team” de Alejandro Sanz que apoya a los niños estadounidenses en dificultades.

#### 2019:LB Stadi Tour

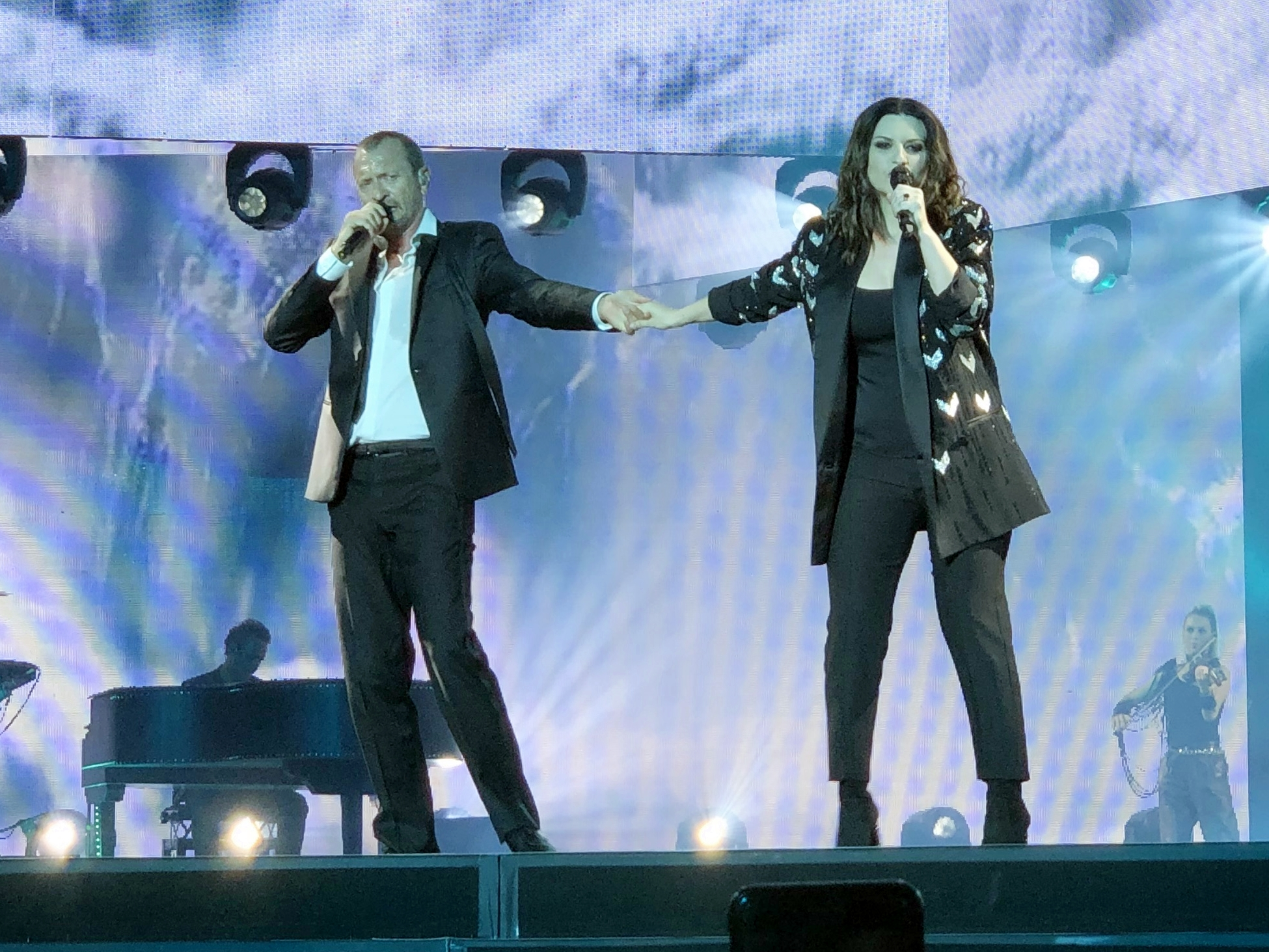
Durante la gira Laura Biagio Stadi Tour 2019 de Laura Pausini y Biagio Antonacci, el 29 de junio de 2019, en el Estadio Olímpico de Roma.

En 2019 estuvo embarcada en el Laura Biagio Stadi Tour 2019, una gira por estadios italianos junto a su colega y amigo Biagio Antonacci. Juntos pusieron en marcha un espectáculo completamente italiano, con tres horas de música, más de treinta canciones en total arregladas en varios medleys para un total de treinta y tres piezas, referentes a la carrera de cada cantante.

#### Del casete, al CD y alstreaming
Laura ha vivido tres épocas clave en el sector musical, La primera fue la del casete de audio, la segunda el CD, formato donde Pausini ha recopilado la gran parte de sus éxitos y la tercera, el mundo digital de las playlist o streaming, por lo que el cumplir años es una desventaja en su industria musical, ya que asegura que cuando pasó de los 30 a los 40 años, empezó a escuchar malos comentarios y asegura que la gente cualificada musicalmente ha ido descendiendo. Por lo que su discográfica de “toda la vida” la Warner Music Italia dejó de contar con ella, porque “cuando pasé los 40, en algunas me decían, que ya no podemos hacer portadas porque ya estás mayor y  que con la música que funciona ahora, creemos que no venderás discos ni ganarás premios. Pero Laura, siguió adelante independientemente y ha confesado, que se siente “orgullosa de sus méritos laborales”, ganando Grammys y vendiendo discos.

### Década 2020

#### 2020:Io sì
En 2020, Laura planeaba dar un concierto para su club de fanes, #PausiniBeMe, celebrando los 25 años de la inauguración del club. Al mismo tiempo, se tenía planeado dar un concierto el 19 de septiembre llamado Una. Nessuna. Centomila (Una. Ninguna. Cien mil), junto a otras siete artistas italianas en contra de la violencia a las mujeres. Ambos conciertos, el espectáculo del club de fanes y el concierto benéfico, fueron pospuestos debido a la Pandemia de COVID-19.
En septiembre de 2020 vuelve a participar como preparador internacional en el talent show La voz (España) emitido en Antena 3.

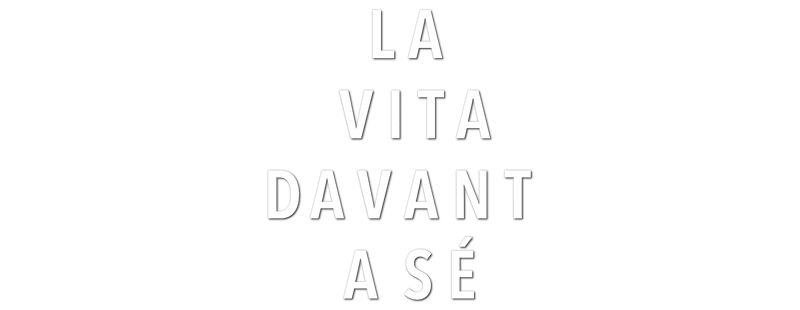
Io sì, banda sonora de la película La vita davanti a sé.

El 23 de octubre de 2020 se publicó en todas las plataformas digitales y de streaming el EP Io sì, que contiene la canción en cinco idiomas (italiano, inglés, francés, español y portugués) como banda sonora de la película La vita davanti a sé, basada en la novela de 1975 del mismo nombre de Romain Gary, protagonizada por Sophia Loren, dirigida por su hijo Edoardo Ponti y distribuida en la plataforma Netflix desde el 13 de noviembre de 2020.
En 2021, gracias a esta canción Io sì, ganó un Premio Satellite, un Nastro d'argento y un Globo de Oro en la categoría Mejor Canción Original; por este último reconocimiento, Amadeus la invita a presentar la canción en vivo en la segunda noche del Festival de San Remo el 3 de marzo de 2021. La canción también recibió una nominación al Premios Óscar
 y una nominación a Premio David de Donatello. Para estas dos ocasiones actúa en la terraza del Academy Museum of Motion Pictures de Los Ángeles el 25 de abril y en el Teatro dell'Opera de Roma el 11 de mayo.
En septiembre de 2020, Laura realizó una impresionante actuación dentro del Coliseo de Roma, interpretando la canción Tra te e il mare (Entre tú y mil mares), en un concierto virtual titulado «I Love Beirut», realizado en varias sedes mundiales, que tuvo como objetivo principal recaudar fondos y ayudar a los afectados por la explosión en el Líbano del 4 de agosto. El evento fue transmitido en directo por YouTube.

#### 2022:Laura Pausini: Un placer conocerte
El 20 de enero de 2022, se lanza el nuevo sencillo Scatola, que presenta por primera vez en vivo el 2 de febrero de 2022 durante la segunda noche del 72° Festival de San Remo. La canción acompañará la nueva película documental con el título Laura Pausini: Piacere di conoscerti / Laura Pausini: Un placer conocerte que se presentó a nivel mundial el 7 de abril de 2022 en 240 países a través de Amazon Prime Video. Dirigida por Ivan Cotroneo, recorre la vida de Laura, narrada de una manera original, a través de análisis e imágenes nunca vistas de su vida real y de la vida ficticia que hubiese tenido si no hubiera sido famosa.

Quería hacer esta película un poco para mí porque son 29 años [de carrera] y me imagino en mi cabeza quién sería yo [si no hubiera ganado el festival de San Remo]. Afortunadamente, he podido concretarlo y revivirlo durante dos meses en las grabaciones. Yendo al lugar donde pienso que hubiese sido mi casa, con un hijo que creo que se llamaría Marcello... Todo lo que ves es lo que creo que sería. Y también lo hice por mi hija por que pudiera ver imágenes de mi carrera, de Laura, su mamá, la verdadera, y pudiese comprenderlo. Pero también por tantas personas que me siguen y porque en la vida sentirse realizado y feliz no es sinónimo de fama. Estoy convencida de que la fama es una consecuencia de mi destino, pero yo no he buscado la fama para ser feliz. Quizás era otra época. Pero hoy prácticamente todos los chicos que conozco están buscando ser famosos a través de redes sociales, incluso sin tener un talento. Parece que les estamos enseñando que ser conocidos es la meta para llegar a la felicidad.

Laura Pausini, abril de 2022

En el Festival de Sanremo de 2022 se anunció que Laura presentará la LXVI edición del Festival de la Canción de Eurovisión desde Turín, Italia, junto con Mika y Alessandro Cattelan el 10, 12 y 14 de mayo de 2022. Aunque, según ha confesado, le hubiera encantado hacerlo con Raffaella Carrá. Todo un reto personal, ya que debe de presentar el Festival íntegro en inglés. Laura abrió la Final del Festival con un medley interpretando algunas de las canciones simbólicas de su carrera: Bienvenido, Las cosas que vives, Yo canto, La Soledad y Caja; 5 canciones mezcladas en 5 idiomas.
En septiembre de 2022, volvió ha ser preparador por tercera vez en La Voz España novena edición, junto con Pablo López, Luis Fonsi y Antonio Orozco.
A finales de octubre de 2022 se desveló que Pausini presentará la 23.º edición de los premios anuales Grammy Latinos 2022 junto con Luis Fonsi, Anitta y Thalía en Las Vegas el 18 de noviembre.

#### 30 años en la música internacional
La discográfica Warner Music homenajeó a Laura a inicios de 2023 por ser la cantante italiana más escuchada y premiada a nivel mundial, con casi mil conciertos a sus espaldas.
El 25 de enero de 2023, Laura anunciaba sus dos únicos conciertos a nivel mundial, en honor a sus 30 años de carrera. Dos eventos en ubicaciones excepcionales; la Plaza de San Marcos en la ciudad italiana de Venecia el 30 de junio y el 1 y 2 de julio, y un mes después en Sevilla, España, en la Plaza de España el 21 y 22 de julio. El 28 de enero de 2023 dio un excepcional concierto solidario en el Auditorium Conciliazione de Roma, con Giorgia Todrani y Fiorello, evento creado por la Fundación Bambino Gesù Onlus con el patrocinio del Comité Olímpico Nacional Italiano y la colaboración de Webuild, cuya recaudación fue donada para apoyar la campaña (Mi prendo cura di te) Yo te cuido, para la creación del Centro de Cuidados Paliativos Pediátricos del Hospital Bambino Gesù.
El 27 de febrero da tres conciertos gratuitos en 3 ciudades, cantando 10 canciones por ciudad, en 24 horas. Comienza el 26 de febrero a las 18:00/06:00 p. m. EST (Hora de Estados Unidos, mientras en Europa es medianoche), en el Apollo Theater de la Ciudad de Nueva York en Estados Unidos. Luego, se presentó en Madrid en el Teatro The Music Station a las 15:00/03:00 p. m. CET y finalizó en el Teatro Carcano de Milán a las 23:00/11:00 p. m. CET. Con estos tres conciertos celebró 30 años de carrera y anunció que en el mes de marzo anunciará las fechas de su nueva gira mundial y el lanzamiento de su nuevo sencillo "Un buon inizio / Un buen inicio".
En el mes de junio de 2023 es nombrada Persona del año 2023 por la Academia Latina de la Grabación en los Premios Grammy Latinos del 2023. La estatuilla se le otorgará en mano durante la 24.ª entrega anual de los Premios Grammy Latinos que tendrá lugar el 16 de noviembre de 2023 en Sevilla, España.
La artista italiana celebró sus 30 años de carrera en la música con tres conciertos en la Plaza de San Marcos de Venecia los días 30 de junio, 1 y 2 de julio de 2023 y con dos conciertos en la Plaza de España de Sevilla los días 21 y 22 de julio de 2023 interpretando sus éxitos y sus canciones más icónicas.

#### 2023: Almas paralelas
Almas Paralelas, en italiano: Anime Parallele, es el décimo cuarto álbum de estudio de Pausini lanzado mundialmente el 27 de octubre de 2023.
El disco contiene la canción titulada Frente a nosotros/Davanti a te, la canción que Laura cantó junto con Paolo Carta, en día de su boda, como sus primeros votos matrimoniales pronunciados en forma de canción.

## Arte

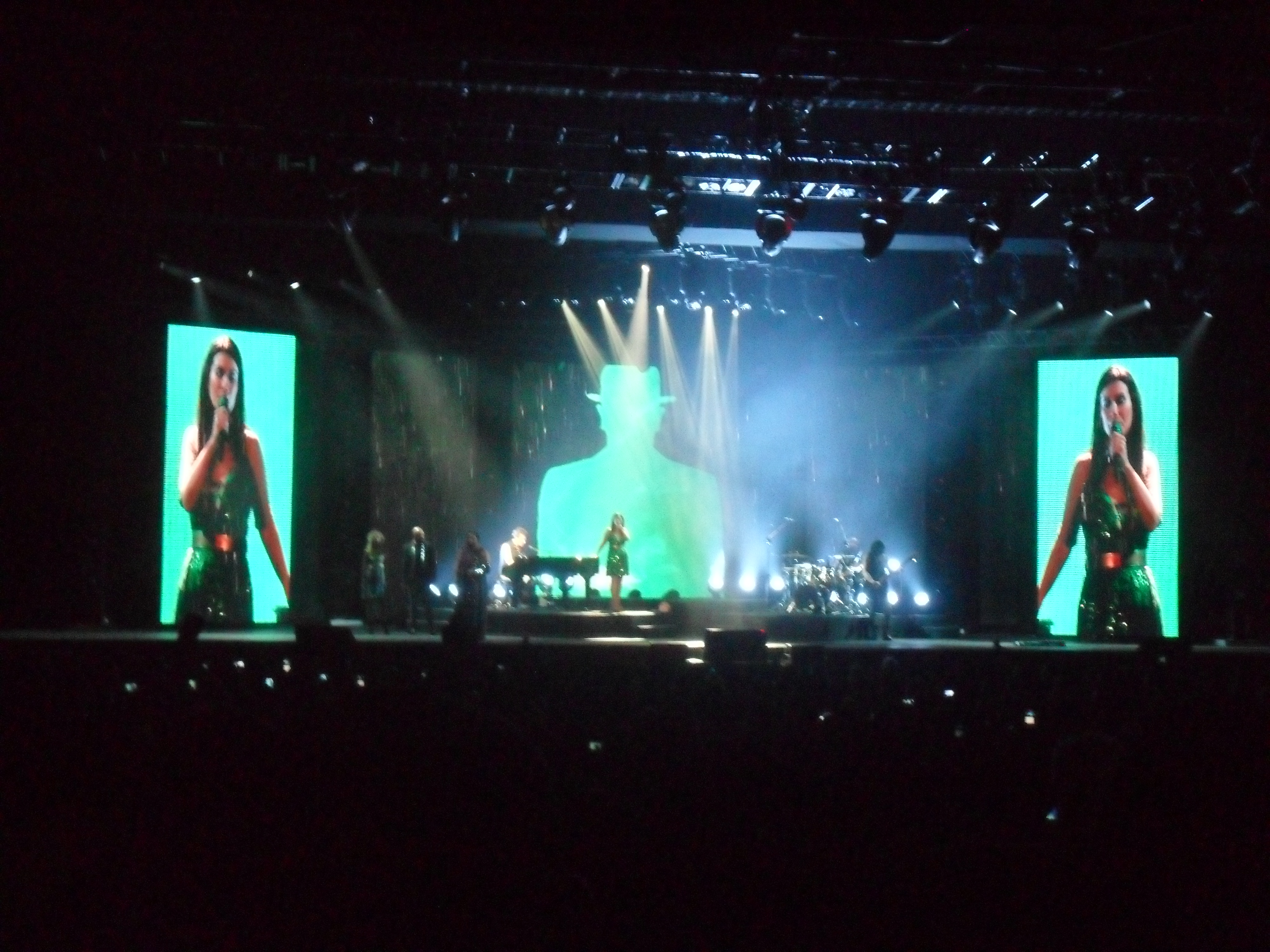
Pausini durante un espectáculo de la etapa latinoamericana de la gira mundial Simili, septiembre de 2016

Laura ha empleado diversos estilos musicales, como pop rock, pop latino, balada romántica, swing, el dance pop, entre otros, y posee un gran rango vocal, con una voz clásica y de gran alcance, tal como se presenta en Entre tú y mil mares o en la canción «Troppo tempo / Hace tiempo» del disco Inédito.
Gracias a este registro vocal ha sido comparada por los críticos musicales con cantantes femeninas como Milva, Céline Dion, Barbra Streisand y Mariah Carey.
Su voz corresponde a la de una soprano lírica. Tras la maternidad aseguró en una entrevista en portugués que su rango vocal es media octava más alta. Se distingue por poseer una voz bastante diferente que puede alcanzar notas altas.
Al principio de su carrera fue considerada por la crítica musical como un ídolo adolescente, que cantaba principalmente acerca de los amores adolescentes y sus problemas. A partir de 1998, los críticos musicales italianos la empezaron a considerar una cantante más madura y más tarde elogiaron su sencillez, su calidad humana en el escenario y su voz.
Aunque es principalmente una cantante de pop melódico, su estilo musical se ha desarrollado durante su carrera con influencias de varios géneros, incluyendo música latina, soul y rock. A partir de su álbum de 1996 Las cosas que vives, también ha coescrito la mayoría de sus canciones y, a partir de 1998 con Mi respuesta, ha participado en la producción de sus discos. 
Laura se distingue por cantar en los idiomas italiano y español, pero también por ha grabado y cantado canciones en portugués, inglés, francés, alemán, latín, chino, catalán, napolitano, romañol y siciliano.

## Discografía
Álbum no oficial
- 1987: I sogni di Laura (Los sueños de Laura)

Álbumes de estudio
- 1993: Laura Pausini
- 1994: Laura
- 1994: Laura Pausini
- 1996: Le cose che vivi / Las cosas que vives
- 1998: La mia risposta / Mi respuesta
- 2000: Tra te e il mare / Entre tú y mil mares
- 2002: From the Inside
- 2004: Resta in ascolto / Escucha
- 2006: Io canto / Yo canto
- 2008: Primavera in anticipo / Primavera anticipada
- 2011: Inedito / Inédito
- 2015: Simili / Similares
- 2016: Laura Xmas / Laura Navidad
- 2018: Fatti sentire / Hazte sentir
- 2023: Anime Parallele / Almas Paralelas

Álbumes recopilatorios
- 2001: The Best of Laura Pausini: E ritorno da te / Lo mejor de Laura Pausini: Volveré junto a ti
- 2013: 20 - The Greatest Hits / 20 - Grandes éxitos

Álbumes en vivo
- 2005: Live in París 05
- 2007: San Siro 2007
- 2009: Laura Live World Tour 09 / Laura Live Gira Mundial 09

- Su canción «La soledad» formó parte de la banda sonora de la serie televisiva colombiana Clase aparte en 1994.
- One More Time formó parte de la banda sonora de la película de 1999 Mensaje en una botella, en 1999.
- Laura Pausini ha colaborado con el sencillo «En cambio no» para la telenovela mexicana En nombre del amor.
- La telenovela mexicana La madrastra cuenta con otro de sus temas musicales, «Víveme», siendo este el tema principal de la telenovela.
- Sus temas musicales «Jamás abandoné» y «Te digo adiós» formaron parte de la banda sonora de la telenovela mexicana Amor bravío.
- En 2000 continuó sus colaboraciones con el cine, interpretando el tema «The Extra Mile» en la banda sonora de la película Pokémon the Movie 2000: The Power of One escrita por la cantautora Tina Arena.
- «Dispárame dispara» fue banda sonora de Amar sin límites, telenovela mexicana de 2006 protagonizada por Valentino Lanús y Karyme Lozano y antagonizada por René Strickler y Alma Muriel, entre otros actores participantes.
- Io sì (Seen) grabada por Pausini para la banda sonora de la película The Life Ahead (2020) por la que ganó un Globo de Oro y fue nominada a los Premios Óscar a mejor canción.[275]
- «Durar», la canción lanzada en 2023 por Pausini en el disco Almas Paralelas, es la elegida para encabezar la serie de Disney+ Los leones de Sicilia.

Dúos y colaboraciones.
El gran talento vocal de Pausini la ha llevado a un sinnúmero de estrellas de la música a su puerta en busca de colaboraciones y dúos.
| Dúos                                     | Dúos                                     | Dúos                                   |
| Canción                                  | Artista                                  | Álbum                                  |
| ---------------------------------------- | ---------------------------------------- | -------------------------------------- |
| Tu che m'hai preso il cuo                | Luciano Pavarotti                        | *Directo                               |
| Il mondo che vorrei                      | Luciano Pavarotti                        | *Directo                               |
| Nadie ha dicho                           | Gente de Zona                            | Hazte sentir Más                       |
| La solitudine                            | Ennio Morricone                          | 20 Grandes éxitos                      |
| No me lo puedo explicar                  | Tiziano Ferro                            | Yo canto                               |
| Galilea                                  | Sergio Dalma                             | 30 Aniversario 1989 - 2019             |
| Te amaré                                 | Miguel Bosé                              | Papito Delxe                           |
| Surrender to love                        | Ray Charles                              | 20 Grandes Éxitos                      |
| Dare to live                             | Andrea Bocelli                           | Vivere - Best of Andrea Bocelli        |
| Quello que le done no dicono             | Fiorella Mannoia                         | 20 - Grandes Éxitos                    |
| Se fue                                   | Marc Anthony                             | 20 - Grandes Éxitos                    |
| Troppo tempo                             | Ivano Fossati                            | Inédito                                |
| Paris au mois d'août                     | Charles Aznavour                         | 20 - Grandes Éxitos                    |
| Tan sólo tú                              | Nek                                      | Las cosas que defenderé                |
| Inédito                                  | Gianna Nannini                           | Inédito                                |
| You'll Never Find Another Love like Mine | Michael Buble                            | Caugth in the act                      |
| Limpido                                  | Kylie Minogue                            | 20 - The Greatest Hits                 |
| Verdades a medias                        | Bebe                                     | Verdades a medias - Sencillo           |
| La fuerza del corazón                    | Alejandro Sanz                           | + Es +                                 |
| Víveme                                   | Alejandro Sanz                           | 20 - Grandes Éxitos                    |
| Dime                                     | José El Francés                          | ERROR                                  |
| El valor de seguir adelante              | Biagio Antonacci                         | Hazte Sentir Más                       |
| La solución                              | Carlos Rivera                            | Hazte Sentir Más                       |
| Donde quedo solo yo                      | Álex Ubago                               | 20 - Grandes Éxitos - Reedición        |
| Sino a ti                                | Thalía                                   | 20 - Grandes Éxitos - Reedición        |
| Primavera anticipada (It Is My Song)     | James Blunt                              | Primavera anticipada                   |
| Cuando se ama                            | Gilberto Gil                             | Volveré junto a ti                     |
| Entre tú y mil mares                     | Melendi                                  | 20 - Grandes Éxitos - Reedición        |
| Dime                                     | José El Francés                          | Volveré junto a ti                     |
| Entre sobras y sobras me faltas          | Luis Fonsi, Antonio Orozco y Pablo López | *Directo                               |
| Yo sí                                    | Vanesa Martín                            | *Directo                               |
| Tra te e il mare                         | Eros Ramazzotti & Biagio Antonacci       | *Directo                               |
| Todo vuelve a empezar                    | Luis Fonsi                               | Palabras del silencio                  |
| Nel blu dipinto di blu                   | Garou                                    | *Directo                               |
| On n'oublie jamais rien, on vit avec     | Hélène Segara                            | Humaine                                |
| Como Tú y Como Yo                        | Sin Bandera                              | Mañana                                 |
| Il Cuore non si arrende                  | Raf                                      | Laura Pausini (italiano)               |
| Sonríe                                   | Gloria Estefan                           | The Standars                           |
| Mi libre canción                         | Juanes                                   | Yo Canto                               |
| Nel Primo Sguardo                        | Silvia Pausini                           | Inédito                                |
| Historia de un Amor                      | Lucho Gatica                             | Historia de un Amor                    |
| E ti prometerò`                          | Josh Groban                              | All that Echoes                        |
| Enamorada                                | Takagi & Ketra                           | Enamorada - EP                         |
| Si no te hubieras ido                    | Luis Fonsi y Thalía                      | *Directo                               |
| Las Cosas que Vives / Tudo o que eu vivo | Ivete Sangalo                            | 20 - Grandes Éxitos                    |
| Abrázame muy fuerte                      | Juan Gabriel                             | Los Dúo                                |
| Las cosas que no me espero               | Carlos Baute                             | Inédito - Edición Especial             |
| Io Canto / Je Chante                     | Lara Fabian                              | 20 - The Greatest Hits                 |
| In Questa Nostra Casa Nuova              | Biagio Antonacci                         | In Questa Nostra Casa Nuova - Sencillo |
| Como il sole all'improvisso              | Johnny Hallyday                          | Io Canto                               |
| Novo                                     | Simone & Simaria                         | Hazte Sentir Más                       |
| Uma Vida Com Você (Durar)                | Tiago Iorc                               | Almas Paralelas                        |

## Filmografía
- 2013 - Laura Pausini 20 - My Story (Sky Italia, 2013),[276] película documental que recopila los primeros 20 años en el mundo de la música de Laura, dirigido por Leandro Manuel Emede.
- 2022 - Laura Pausini: Piacere di conoscerti (Laura Pausini: Un Placer Conocerte) película biográfica de Prime Video del 2022 sobre sus carrera musical, sobre sus éxitos, sus inseguridades y sobre quién hubiese sido si no hubiera ganado el Festival de San Remo en 1993.[243]

## Giras
| Año       | Título                                                          | Lugar          |
| --------- | --------------------------------------------------------------- | -------------- |
| 1993      | La solitudine Tour 1993                                         | Italia         |
| 1994      | European Tour 1994                                              | Europa         |
| 1997      | World Wide Tour 1997                                            | Mundial        |
| 1999      | La Mia Risposta World Tour 1999                                 | Europa         |
| 2001-2002 | World Tour 2001-2002                                            | Mundial        |
| 2005      | World Tour 2005                                                 | Mundial        |
| 2006      | Together in Concert 2006 con Marc Anthony y Marco Antonio Solís | Estados Unidos |
| 2009      | Laura Pausini World Tour 2009                                   | Mundial        |
| 2011-2012 | Inedito World Tour 2011-2012                                    | Mundial        |
| 2013-2015 | The Greatest Hits World Tour                                    | Mundial        |
| 2016      | Pausini Stadi Tour 2016                                         | Mundial        |
| 2018      | World Wide Tour 2018                                            | Mundial        |
| 2019      | Laura Biagio Stadi Tour 2019 con Biagio Antonacci               | Italia         |
| 2023-2024 | Laura Pausini World Tour 2023-2024                              | Mundial        |

## Galardones

### Grammy
| Año  | Trabajo nominado | Categoría              | Resultado |
| ---- | ---------------- | ---------------------- | --------- |
| 2006 | Escucha          | Mejor álbum Pop Latino | Ganador   |
| 2017 | Similares        | Mejor álbum Pop Latino | Nominado  |

### Latin Grammy
| Año  | Trabajo nominado                                 | Categoría | Resultado |
| ---- | ------------------------------------------------ | --- | --------- |
| 2001 | Álbum Entre tú y mil mares                       | Mejor álbum pop vocal femenino | Nominado  |
| 2001 | Álbum Entre tú y mil mares                       | Best Engineered Album | Nominado  |
| 2001 | Producción (Laura Pausini y Alfredo Cerruti)     | Productor del año | Nominado  |
| 2005 | Álbum Escucha                                    | Mejor álbum pop vocal femenino | Ganador   |
| 2007 | Canción Yo canto                                 | Mejor álbum pop vocal femenino | Ganador   |
| 2009 | Canción En cambio no                             | Grabación del año | Nominado  |
| 2009 | Álbum Primavera anticipada                       | Mejor álbum pop vocal femenino | Ganador   |
| 2010 | Vídeo Laura Live Gira Mundial 09                 | Mejor vídeo musical versión larga | Nominado  |
| 2016 | Canción Lado derecho del corazón                 | Grabación del año | Nominado  |
| 2018 | Álbum Hazte sentir                               | Mejor Álbum Pop Tradicional - Laura Pausini, artista. Paolo Carta & Laura Pausini, productores. Renato Cantele & Paolo Carta, mezclas. | Ganador   |
| 2023 | Grammy honorífico por su trayectoria profesional | Persona del Año | Ganador   |

### Premio Óscar y Globo de Oro
| Año  | Artista & Trabajo nominado | Categoría | Resultado |
| ---- | -------------------------- | --- | --------- |
| 2021 | Globo de Oro               | Mejor Canción Original Io sì (Seen) - Escrita por Diane Warren, Laura Pausini y Niccolò Agliardi; original de la película La vita davanti a sé. | Ganador   |
| 2021 | Premios Óscar              | Mejor Canción Original Io sì (Seen) - Escrita por Diane Warren, Laura Pausini y Niccolò Agliardi; original de la película La vita davanti a sé. | Nominado  |

### Condecoraciones
- – Comendador de la Orden al Mérito de la República Italiana: fue condecorada con el cuarto honor civil más alto en Italia por el presidente de la república Carlo Azeglio Ciampi, el 6 de febrero de 2006.[11][292][293]

## Televisión
Due
Intérprete principal y presentadora, junto con Tiziano Ferro en Italia para el canal Rai Due en el año 2009.
Stasera Laura,  ho creduto in un sogno
Programa de televisión musical y concierto de ella misma. Intérprete principal y presentadora en el 2014.
La Voz
Laura fue coach en La Voz en: 
| País   | Edición            | Año  | Cadena        | Finalista        | Posición |
| ------ | ------------------ | ---- | ------------- | ---------------- | -------- |
| México | La Voz... México 4 | 2014 | Las Estrellas | Kike Jiménez     | Segunda  |
| España | La Voz 3           | 2015 | Telecinco     | Maverick López   | Tercera  |
| México | La Voz... México 6 | 2017 | Las Estrellas | Luis Adrián Cruz | Ganadora |
| España | La Voz 7           | 2020 | Antena 3      | Kelly Isaiah     | Ganadora |
| España | La Voz 9           | 2022 | Antena 3      | Ana González     | Tercera  |
| México | La Voz Senior 3    | 2024 | Canal 9       |                  |          |

La Banda
Laura fue jurado de La Banda en: 
| País           | Edición    | Año  | Cadena    |
| -------------- | ---------- | ---- | --------- |
| Estados Unidos | La Banda   | 2015 | Univisión |
| Estados Unidos | La Banda 2 | 2016 | Univisión |

Factor X
Laura fue mentora en Factor X en: 
| País   | Edición       | Año  | Cadena    | Finalista  | Posición |
| ------ | ------------- | ---- | --------- | ---------- | -------- |
| España | Factor X 2018 | 2018 | Telecinco | Pol Granch | Ganadora |

Festival de la Canción de Eurovisión
Laura presentó en 2022 la LXVI edición del Festival de la Canción de Eurovisión desde Turín, Italia, junto con Mika y Alessandro Cattelan.
Premios Grammy Latinos
El 18 de noviembre de 2022, Laura presentó la 23.º edición de los premios anuales Premios Grammy Latinos junto con Luis Fonsi, Anitta y Thalía en Las Vegas.